# Wadern
Wadern ist eine saarländische Stadt im Landkreis Merzig-Wadern zwischen Saarbrücken und Trier. Sie ist flächenmäßig mit 111 Quadratkilometern nach Saarbrücken und St. Wendel die drittgrößte Stadt des Saarlandes. Die Stadt Wadern gliedert sich in 13 Stadtteile. Insgesamt gehören zur Kommune 24 Dörfer. Die Stadt liegt im moselfränkischen Sprachraum.

## Geographie

### Lage
Die Stadt Wadern liegt in der nördlichsten Landschaft des Saarlandes, dem so genannten „Hunsrückvorland“. Diese Landschaft bildet den Übergang zwischen dem Saar-Nahe-Bergland und dem Hunsrück. Die Nordgrenze des Hunsrückvorlandes verläuft über den Kamm des Schwarzwälder Hochwaldes und ist gleichzeitig die Grenze zu Rheinland-Pfalz.
Die Waderner Stadtteile Steinberg und Wadrilltal liegen an den steileren Hängen des Hochwald-Kammes, während sich die anderen Stadtteile am Rande einer lang gestreckten Niederung (Losheimer-Waderner Becken) befinden, die ringsum von Hügeln umrandet wird.
Hauptfluss der Stadt ist die Prims mit den Einmündungen von Wadrill, Lösterbach und Losheimer Bach. Die höchste Erhebung im Stadtgebiet ist der Springkopf (529 Meter) im Stadtteil Wadrilltal.
Die Stadt Wadern weist eine Fläche von 111 km² auf. Sie ist damit – in Bezug auf die Fläche – die drittgrößte Gemeinde im Saarland. 43,7 Prozent des Stadtgebiets werden landwirtschaftlich genutzt, auf 42,9 Prozent befindet sich Wald. Die Böden bestehen vorwiegend aus Sand und Rotliegendem.

### Ausdehnung des Stadtgebiets
Die längste Ausdehnung des Stadtgebiets liegt mit 18,6 km zwischen den Ortschaften Wadrill und Nunkirchen. Die Nord-Süd-Achse weist eine Entfernung von 14,6 km auf, die Ost-West-Achse von 11,5 km.

### Nachbargemeinden
Im Norden grenzt die Stadt Wadern an die Verbandsgemeinden Saarburg-Kell und Hermeskeil (beide im Landkreis Trier-Saarburg, Rheinland-Pfalz), im Nord-Osten an die Gemeinde Nonnweiler (Landkreis Sankt Wendel), im Süd-Osten an die Gemeinde Tholey (Landkreis Sankt Wendel), im Süden an die Gemeinde Schmelz (Landkreis Saarlouis) und im Westen an die Gemeinde Losheim am See und die Gemeinde Weiskirchen (Landkreis Merzig-Wadern).

### Stadtgliederung
Die Stadt Wadern gliedert sich in 13 Gemeindebezirke bzw. Stadtteile (Stand 31. Dezember 2024):
| Stadtteil    | zugehörende Orte                          | Einwohner | Fläche    |
| ------------ | ----------------------------------------- | --------- | --------- |
| Bardenbach   | Bardenbach, Biel                          | 898       | 453 ha    |
| Büschfeld    | Büschfeld, Überlosheim, Vogelsbüsch       | 1217      | 966 ha    |
| Dagstuhl     | Buttnich, Dagstuhl                        | 321       | 329 ha    |
| Krettnich    |                                           | 531       | 559 ha    |
| Lockweiler   | Altland, Lockweiler, Nuhweiler            | 1473      | 1336 ha   |
| Löstertal    | Buweiler, Kostenbach, Oberlöstern, Rathen | 1282      | 1626 ha   |
| Morscholz    |                                           | 900       | 636 ha    |
| Noswendel    | Batschweiler, Noswendel, Noswendelroth    | 1197      | 730 ha    |
| Nunkirchen   | Münchweiler, Nunkirchen                   | 2563      | 1344 ha   |
| Steinberg    |                                           | 954       | 463 ha    |
| Wadern       | Niederlöstern, Wadern                     | 2355      | 567 ha    |
| Wadrilltal   | Gehweiler, Reidelbach, Wadrill            | 2024      | 1635 ha   |
| Wedern       |                                           | 236       | 458 ha    |
| Stadt Wadern |                                           | 15.951    | 11.117 ha |

| Die 14 Stadtteile der Stadt Wadern |

Die Stadtverwaltung hat ihren Sitz im Stadtteil Wadern.

### Stadtstruktur
Die Stadt Wadern ist eine Flächenstadt, deren 13 Stadtteile sich zum Teil räumlich deutlich voneinander getrennt, zum Teil auch recht verdichtet über das gesamte Stadtgebiet erstrecken. Eng zusammenhängende Siedlungs- bzw. Nutzflächen finden sich zwischen Bardenbach und Büschfeld, zwischen Wadern, Dagstuhl und Wedern, zwischen Gehweiler und Wadrill, zwischen Krettnich und Lockweiler sowie zwischen Morscholz und Steinberg.
Charakteristisch für das gesamte Siedlungsgebiet ist die Einbindung der meisten Orte in die Hügel- und Tallandschaften des Saar-Nahe-Berglands. Die Lage am Fuße des Schwarzwälder Hochwalds lässt sich anschaulich von Nunkirchen, dem südlichsten Stadtteil, aus überblicken.
Während in den Stadtteilen Lockweiler und Büschfeld die Industriestruktur das Ortsbild prägt, dominiert in den Stadtteilen Nunkirchen und Wadern der Dienstleistungssektor – mit Geschäften, mittelständischen Handwerksbetrieben und kleinteiligeren Gewerbeansiedlungen. Auch in den übrigen Stadtteilen sind mittelständische Betriebe und Dienstleistungsanbieter zu finden, allerdings überwiegt hier der Wohnortcharakter mehr als in den Stadtteilen Wadern, Nunkirchen und Lockweiler.
Strukturdaten: Die Stadt Wadern nimmt eine Fläche von 111 km² ein, darunter Gebäude- und Freiflächen mit 6,8 %, Verkehrsflächen mit 4,1 %, Landwirtschaftsfläche mit 43,7 % und Waldfläche mit 42,9 %. Insgesamt wohnen zum Stichtag in Wadern 15.983 Einwohner. Das bedeutet pro km² 144 Bewohner. 7.841 Bewohner sind männlich, 8.142 weiblich. Der Ausländeranteil liegt bei 3,9 %. Im Jahre 2012 standen 110 Geburten für die Gesamtstadt 175 Sterbefällen gegenüber. 563 Personen wechselten ihren Wohnsitz nach Wadern, 643 verließen die Stadt.

### Klima

Niederschlagsdiagramm

Der Jahresniederschlag beträgt 1114 mm. Damit liegt er im oberen Drittel der bundesweiten Mess-Stellen des Deutschen Wetterdienstes. Über 90 % weisen niedrigere Werte auf. Der trockenste Monat ist der April; am häufigsten regnet es im Dezember. Im niederschlagsreichsten Monat fällt etwa 1,9 Mal mehr Regen, als im trockensten Monat. Die jahreszeitlichen Niederschlagsschwankungen liegen im oberen Zehntel.

## Geschichte

### Vor- und Frühgeschichte
Zwar deuten einige Einzelfunde, wie etwa einzelne Steinbeile sowie ein bronzezeitlicher Grabhügel in Nunkirchen, bereits auf eine vorgeschichtliche Besiedelung der Region hin, doch mehren sich erst für den Zeitraum ab etwa 1.000 v. Chr. aussagekräftige Funde und Befunde. Dabei finden sich auf den Höhen des Hochwalds vor allem ab der frühkeltischen Eisenzeit zahlreiche aufwändige Bestattungen unter Grabhügeln, die auf das Vorhandensein einer reichen keltischen Oberschicht mit Handelskontakten bis in den Mittelmeerraum hinweisen. Im Stadtgebiet Wadern sind hier die im 5./4. vorchristlichen Jahrhundert entlang einer antiken Wegeführung angelegten neun Grabhügel mit mehreren reich ausgestatteten Beisetzungen bei Gehweiler zu nennen.
Aus spätkeltischer Zeit hingegen stammen die Bestattungen bei Lockweiler (1. Jh. v. Chr.), an denen sich das gewandelte Totenritual ablesen lässt, da die Verstorbenen hier verbrannt und in Gräbern ohne Überhügelung beigesetzt wurden. Zu den archäologischen Quellen tritt in dieser Zeit auch eine genauere schriftliche Beschreibung der hier ansässigen Menschen sowie ihrer Sitten und Gebräuche durch den römischen Feldherrn Gaius Iulius Caesar. In seiner Beschreibung der römischen Eroberung der Region 58–51/50 v. Chr. („Commentarii de Bello Gallico“) bezeichnet er die Einheimischen als „Treverer“, die den römischen Invasoren lange erbitterten Widerstand entgegensetzten, bevor es den Eroberern gelang, die letzten Aufständischen niederzuwerfen. Diese aus römischer Perspektive überlieferten Ereignisse spiegeln sich in der Entdeckung eines römischen Militärlagers wider, das zur Zeit des Gallischen Krieges bei Hermeskeil in unmittelbarer Nähe zu der als „Hunnenring“ bekannten keltischen Höhensiedlung auf dem Dollberg bei Otzenhausen angelegt wurde.
Durch die Eingliederung Galliens in das Römische Reich und den Ausbau des Straßennetzes wurden nicht nur eine Vielzahl von Handelsgütern in die neue Provinz transportiert, sondern ebenso die fremden Sitten, Gebräuche und Techniken eingeführt. So entstand im 2. nachchristlichen Jahrhundert in Oberlöstern ein Gesamtensemble aus einem gallo-römischen Umgangstempel, aus zwei – heute rekonstruierten – Monumentalgrabhügeln sowie aus einer römerzeitlichen Villa rustica mit einem repräsentativen Hauptgebäude und mehreren Wirtschaftsgebäuden. Darüber hinaus belegen mehrere Abbaustellen im Gelände sowie Bruchstücke des Rohlings einer Handdrehmühle und eines Reibsteins die wirtschaftliche Bedeutung des örtlichen Gesteins zur lokalen Mahlsteinherstellung.

### Mittelalter und Frühe Neuzeit
Im Verlauf des 5. Jahrhunderts kam es immer wieder zu Einfällen germanischer Stämme und schließlich zur Ablösung der römischen Herrschaft in der Region und der Eingliederung in das Frankenreich. Während die neuen Strukturen sowie der Zuzug fränkischer Neusiedler archäologisch nur teilweise fassbar sind, lassen die Ortsnamen der Dörfer im Waderner Stadtgebiet noch heute den Schluss auf deren Gründungszeit zu. So verweisen die häufigen Namensendungen auf -bach, -feld oder -rod auf die große mittelalterliche Rodungsphase des 10. Jahrhunderts, als die Wälder des Hochwaldes zur Gewinnung neuer Flächen für Siedlungsbau und Landwirtschaft abgeholzt wurden.
Die Zeit des Mittelalters und der Frühen Neuzeit war geprägt durch die Zugehörigkeit der heutigen Stadt Wadern zu unterschiedlichen Herrschaftsbereichen: So teilten sich bis zur Französischen Revolution neben den beiden großen Machtblöcken des Erzstifts Trier und des Herzogtums Lothringen auch kleinere Herrschaften, wie die reichsfreie Herrschaft Dagstuhl und das Geschlecht von Hagen bzw. später Zandt von Merl, das heutige Stadtgebiet. Die politische Grenzlage beeinflusste nicht nur das Alltagsleben der Menschen, sondern führte auch zur Verflechtung mit überregionalen politischen Entwicklungen und Konflikten.
Mittelalterliche Baudenkmäler sind beispielsweise die romanischen Kirchtürme in Wadrill, Lockweiler, dem ältesten Teil des heutigen Kirchturms in Wadern und die Burgruinen. Während die Burg Büschfeld mittlerweile ganz verschwunden ist, sind die Reste der Schwarzenburg sowie der Burg Dagstuhl noch immer sichtbar. Letztere ist durch Grabungen in den 1980er-Jahren sowie ein umfangreiches Grabungs- und Inwertsetzungsprogramm zwischen 2003 und 2011 mittlerweile ein kulturtouristischer Anziehungspunkt in der Region.
Eine besondere Rolle für die frühneuzeitliche Entwicklung der Herrschaft Dagstuhl spielte der Trierer Erzbischof und Kurfürst Philipp Christoph von Sötern. Er vereinigte von 1616 bis 1625 die seit dem 14. Jahrhundert in vier Erbteile zersplitterten Herrschaftsbereiche Dagstuhls und führte an der Burg größere Umbaumaßnahmen durch. Im Jahre 1635 legte er die Unteilbarkeit des Familienbesitzes in der rechtlichen Form des „Söternschen Fideikommisses“ fest, welchen er mit weiteren Belehnungen, Besitzanteilen und Rechtstiteln sowie umfangreichen Barmitteln und Wertgegenständen aus seinem Privatbesitz ausstattete.
Die Lehnsnehmer des Grafen hießen in Wadern Stockbauern. Ihre Rechte und Pflichten waren schriftlich geregelt.
Durch die 1680 geschlossene Ehe Maria Sidonias von Sötern mit Graf Notger Wilhelm von Baldern, Katzenstein und Aufhausen kam die Herrschaft Dagstuhl in den Besitz der Grafen von Oettingen-Baldern im Nördlinger Ries und gelangte im 18. Jahrhundert unter ihrem Enkel, Graf Joseph Anton von Oettingen-Baldern und Sötern, zu besonderer Blüte. Dieser intensivierte die Kontakte zu seiner entlegenen Herrschaft im Hochwald und verlegte seine Hofhaltung schließlich 1763 ganz nach Dagstuhl. Hier residierte er in seinem 1760 erbauten Schloss und bemühte sich, durch zahlreiche Verordnungen die wirtschaftliche Situation in seiner Herrschaft zu verbessern. Die für die weitere Entwicklung Waderns wichtigste Neuerung bildete die Verleihung des Marktrechts im Jahre 1765. Die Möglichkeit, regelmäßige Vieh- und Krammärkte abzuhalten, verhalf dem „Marktflecken“ Wadern zu einem enormen wirtschaftlichen Aufschwung. Als sichtbares Zeichen dieses Marktrechts ließ Graf Joseph Anton im Herzen Waderns einen Marktplatz anlegen und einen Marktbrunnen errichten.
Eine weitere Schlossanlage entstand 1750–1752 in Münchweiler unter Freiherr Franz Georg Zandt von Merl. Dieses in mehreren Bauphasen zu einer barocken Residenz ausgebaute Schloss wurde von 1997 bis 2007 mit Unterstützung von Bund, Land und der Deutschen Stiftung Denkmalschutz grundlegend saniert und befindet sich noch heute im Familienbesitz.
Mit dem Einrücken der französischen Revolutionstruppen endete 1794 die Fürstenzeit. Die fürstlichen Besitztümer wurden französischer Staatsbesitz. Während Schloss Münchweiler 1801 wieder von seinen früheren Besitzern zurückgekauft wurde, ließ sich in Schloss Dagstuhl 1807 Freiherr Wilhelm Albert de Lasalle von Louisenthal mit seiner Familie nieder.

### Das 19. Jahrhundert
Das heutige Gebiet der Stadt Wadern wurde 1801 durch den Frieden von Lunéville französisches Staatsgebiet und infolgedessen in neuen Verwaltungsstrukturen zusammengefasst. So bildeten die verschiedenen Gemeinden („Mairies“ genannt) Wadern, Weierweiler sowie Neunkirchen (Nahe) zusammen den Kanton Wadern, im Arrondissement Birkenfeld, das wiederum zum Saar-Departement mit Sitz in Trier gehörte.
Im Rahmen der territorialen Neugestaltung Europas durch den Wiener Kongress kam der Bereich der gegenwärtigen Stadt Wadern im Jahre 1815 unter preußische Verwaltung. Es war Bestandteil des von Preußen neu geschaffenen Landkreises Merzig, der von neun Bürgermeistereien gebildet wurde. Der Kreis Merzig gehörte zum Regierungsbezirk Trier, der wiederum Teil der preußischen Rheinprovinz war. Diese Struktur bestand bis Ende des Ersten Weltkrieges.
Die Bürgermeisterei Wadern wurde Anfang des 19. Jahrhunderts eingerichtet. Diese Form der Kommunalverwaltung war von den Franzosen in Preußen zwischen 1806 und 1813 eingeführt worden.
Das 19. Jahrhundert brachte nicht nur eine Änderung der politischen Verhältnisse mit sich, sondern auch neue Technologien und einen tiefgreifenden Wandel in wirtschaftlicher und gesellschaftlicher Hinsicht.
Die Ausgangslage war denkbar schlecht: Im wirtschaftlich während der französischen Besatzungszeit Ende des 18. Jahrhunderts/Anfang des 19. Jahrhunderts durch Zwangsabgaben und Abholzungen ausgebluteten Hochwaldraum herrschte vielerorts bittere Not. Zudem wirkten sich in diesem landwirtschaftlich geprägten Raum Missernten katastrophal aus, so dass zahlreiche Menschen auswanderten.
Neben den Bemühungen seitens der preußischen Verwaltung zur Verbesserung der wirtschaftlichen Lage im Kreisgebiet gab es auch private Initiativen: Zur Unterstützung von Bedürftigen gründete die als „Malergräfin“ verehrte Freifrau Octavie de Lasalle von Louisenthal 1843 auf Schloss Dagstuhl einen Elisabethverein. Zudem stiftete die Familie de Lasalle von Louisenthal 1856 ein kleines Häuschen zur Aufnahme von Notleidenden, Kranken und Waisen, das später von den Franziskanerinnen von Waldbreitbach weitergeführt wurde und aus dem das bis 2017 bestehende Elisabeth-Krankenhaus der Stadt Wadern hervorging.
Mit der Gründung des Deutschen Zollvereins 1834 öffneten sich der saarländischen Kohle neue Absatzmärkte. Dieser Umstand in Verbindung mit einem steigenden Energiebedarf und dem Einsatz neuer Technologien im Förderverfahren führte ab Mitte des 19. Jahrhunderts zu einem enormen Anstieg der Zahl der im Bergbau beschäftigten Hochwälder. Die häufig als Nebenerwerb betriebene Landwirtschaft auf den heimischen Höfen lag in den Händen der Frauen, während die Männer unter der Woche in Schlafhäusern nahe ihren weit von zu Hause entfernten Arbeitsstätten untergebracht waren. Der Anschluss der Hochwaldregion an das Eisenbahnnetz brachte den als „Hartfüßler“ verspotteten Fernpendlern eine enorme Verbesserung der Lebensumstände.
Auch die Lage der kleinen Handwerksbetriebe auf dem Gebiet der heutigen Stadt Wadern besserte sich im Verlauf des 19. Jahrhunderts. Im Jahr 1858 gründete Nikolaus Lauer die Tuchfabrik Wadern, die bis 1963 bestand.
Vor allem ab der zweiten Hälfte des 19. Jahrhunderts blühte auch das Vereinswesen im heutigen Stadtgebiet auf, da sich immer mehr Menschen zur Verwirklichung ihrer musischen, wirtschaftlichen aber auch politischen Interessen zusammenschlossen.

### Der Erste Weltkrieg
Zu Beginn des 20. Jahrhunderts war die Bevölkerung im Landkreis Merzig stark angewachsen und die wirtschaftliche Lage hatte sich verbessert. Der vor allem ab der Gründung des Deutschen Kaiserreiches 1871 auch im Hochwaldraum zunehmende Patriotismus und die Beliebtheit Kaiser Wilhelms II. führten dazu, dass der Militärdienst nun eher als „Ehrensache“, denn als Pflicht empfunden wurde, und nationale Feiern unter Einbeziehung der politischen und kirchlichen Würdenträger sowie der Schulen und Kirchen gesellschaftliche Großereignisse waren.
Auf den Ausbruch des Ersten Weltkriegs 1914 reagierte die ländliche Bevölkerung dennoch eher verhalten, da sich hier existenzielle Sorgen und Angst vor den Schrecken des Krieges stärker zeigten als patriotische Begeisterungsstürme. Die einberufenen Soldaten wurden unter großer Anteilnahme der Bevölkerung am heimischen Bahnhof Wadern verabschiedet. Die Region gehörte im August 1914 zum Aufmarschgebiet an die Westfront, sodass der „kriegswichtige“ Bahnhof in dieser Zeit ausschließlich militärisch genutzt und sogar bewacht wurde. Frauen versorgten die Soldaten auf ihrer Durchreise mit Essen und Getränken. Bereits im selben Monat trafen die ersten Verwundeten in den regionalen Lazaretten in Merzig, Mettlach und Beckingen ein.
Über Feldpost hielten die Menschen Kontakt mit ihren Angehörigen im Felde und versorgten Soldaten mit Spenden, so genannten „Liebesgaben“.
Obgleich der Hochwald kein Kampfgebiet war, wurde die Zivilbevölkerung an der „Heimatfront“ nicht nur durch die zunehmende Nahrungs- und Rohstoffknappheit sowie durch den Mangel an Arbeitskräften getroffen, sondern ebenso durch die Auswirkungen der industrialisierten Kriegsführung: Zeitgenössische Chroniken berichten von feindlichen Kampffliegern auf dem Weg nach Trier und dem noch hier vernehmbaren Kanonendonner der nahen Westfront.
Gemäß dem Waffenstillstandsabkommen von Compiègne mussten die deutschen Soldaten die besetzten Gebiete nach Kriegsende schnellstmöglich räumen, so dass bereits im November 1918 erneut zahlreiche Regimenter bei ihrem Rückzug aus Frankreich das Stadtgebiet durchquerten. Die heimkehrenden Soldaten aus der Region wurden als „unbesiegte Helden“ gefeiert.
Durch den Versailler Vertrag, der 1920 in Kraft trat, wurden die politisch-territorialen Gegebenheiten auch im Bereich des Kreises Merzig neu geordnet. Der größere Teil dieses Kreises, als „Stammkreis Merzig“ bezeichnet, wurde vom Deutschen Reich abgetrennt und dem unter der Verwaltung des Völkerbundes stehenden Saargebiet zugeordnet. Verwaltungssitz blieb Merzig.
Ein kleinerer Teil des bis 1919 bestehenden Kreises Merzig blieb beim Deutschen Reich und bildete den so genannten „Restkreis Merzig-Wadern“, später auch oft „Restkreis Wadern“ genannt, mit Verwaltungssitz des Landrates in Wadern. Der Restkreis gehörte weiterhin zum Regierungsbezirk Trier in der preußischen Rheinprovinz. Er bestand aus den Bürgermeistereien bzw. später Amtsgemeinden Losheim, Wadern und Weiskirchen, denen insgesamt 43 Gemeinden zugeordnet waren. Friedrich Stephan Hubertus Graf von Spee übte von 1920 bis 1945 das Amt des Landrates in Wadern aus, Jost Haas von 1945 bis 1946.
Ab 1928 wurden in der Rheinprovinz die Bürgermeistereien als so genannte „Ämter“ bezeichnet, so auch Wadern. Diese „Ämter“ nahmen administrative Obliegenheiten der unteren Verwaltung wahr und wurden von Amtmännern bzw. Amtsbürgermeistern geführt, für deren Ernennung die jeweiligen Regierungen zuständig waren.
Zwar konnte die rapide Inflation der Reichsmark bis 1923 durch die Einführung der Rentenmark beendet werden, doch führte die sich verschlechternde Wirtschaftslage der 1920er-Jahre zu zahlreichen Entlassungen der als „Saargänger“ arbeitenden Industrie- und Hüttenarbeiter aus dem Hochwaldraum. Um die bittere Not zu lindern, erklärte die Reichsregierung den Saargrenzgürtel zum Notstandsgebiet und ordnete zur wirtschaftlichen Unterstützung Notstandsarbeiten in Form von Rodungen oder Wegebau an.

### Nationalsozialismus, Widerstand und Zweiter Weltkrieg
Im Restkreis Wadern lebten zwischen 1920 und 1939 zirka 25.000 Einwohner. Davon waren über 95 Prozent Katholiken. Dies schlug sich auch bei den Wahlergebnissen für die einzelnen Parteien nieder. Die Zentrumspartei war den übrigen Parteien deutlich überlegen, was sich insbesondere bei den Reichstagswahlen am 5. März 1933 zeigte. Es waren die ersten Wahlen unter der Herrschaft der
Nationalsozialisten.
Die Zentrumspartei erhielt 57,5 Prozent der Stimmen. Die NSDAP kam nur auf 19,5 Prozent, die KPD auf 13,9 Prozent und die SPD auf 6 Prozent. Die Nationalsozialisten nahmen das Ergebnis zum Anlass, um gegen die anderen Parteien massiv vorzugehen. Ermächtigungsgesetz und Gleichschaltung taten ein Übriges, um die politische Mitwirkung dieser Parteien und die Meinungsfreiheit auszuschalten.
Im Unterschied zu den unter der Völkerbundverwaltung stehenden Saarländern bekamen die Menschen auf dem Gebiet der heutigen Stadt Wadern nach der Machtübernahme der Nationalsozialisten am 30. Januar 1933 sehr schnell die Folgen der Hitler-Diktatur zu spüren. Gegen die Willkür regte sich allerdings auch Widerstand. Nikolaus Demmer, Heinrich Graach, Peter Kasper, Peter Thomes, Josef Wagner und Hanns Wecker bezahlten ihren Widerstand mit Verfolgung, Berufsverboten, Gefängnis, Konzentrationslagern und Tod.
Am 13. Januar 1935 entschieden sich die Saarländer mit großer Mehrheit für die Rückgliederung an das Deutsche Reich. Die Völkerbundverwaltung endete damit, und das im Versailler Vertrag geschaffene „Saargebiet“ wurde am 1. März 1935 unter der Bezeichnung „Saarland“ einem Reichskommissar unterstellt. Allerdings gab es keine Veränderung der territorialen Gegebenheiten, sodass der Stammkreis Merzig und der Restkreis Wadern nach wie vor getrennte Einheiten bildeten mit unterschiedlichen Zugehörigkeiten: Der Stammkreis Merzig blieb Bestandteil des Saarlandes und der Restkreis Wadern Teil des Regierungsbezirks Trier. Die Amtsgemeinde Wadern gehörte damit nach wie vor nicht zum Saarland.
Mit Beginn des Zweiten Weltkriegs wurden die wehrfähigen Männer zur Wehrmacht eingezogen und in den Krieg geschickt. Viele kamen bei den Kriegshandlungen ums Leben. Die Zivilbevölkerung in der Umgebung von Wadern erlebte den Schrecken des Krieges besonders Ende 1944/Anfang 1945, als die Alliierten Luftangriffe auch auf die Dörfer der heutigen Stadt Wadern flogen. Besonders Eisenbahnanlagen wurden unter Beschuss genommen. Am 16./17. März 1945 besetzten amerikanische Truppen das Gebiet der heutigen Stadt Wadern. Damit war für die Menschen vor Ort der Krieg faktisch beendet.
Nach der bedingungslosen Kapitulation Deutschlands am 8. Mai 1945 legten die Alliierten auf der Potsdamer Konferenz die Einteilung Nachkriegsdeutschlands in Besatzungszonen fest. Die französische Besatzungszone umfasste den Südwesten Deutschlands und betraf damit auch den Restkreis Wadern mit der gleichnamigen Amtsgemeinde. Als Folge dieser alliierten Vereinbarung zogen die Amerikaner ihre Truppen ab und übergaben den Restkreis mit der Amtsgemeinde Wadern in die Zuständigkeit der Franzosen, die als eine der ersten administrativen Entscheidungen die Zusammenlegung von Stammkreis Merzig und Restkreis Wadern zum saarländischen Landkreis Merzig-Wadern verfügten. Die Amtsgemeinde Wadern, die – historisch betrachtet – ursprünglich nicht zum Saarland gehörte, ist seitdem fester Bestandteil dieses Landes. Das Saarland selbst wurde 1946 von der französischen Besatzungsmacht aus ihrer Besatzungszone ausgegliedert, um die französische Reparationsforderungen besser zur Geltung bringen zu können.

### Nachkriegsgeschichte
- 1946–1974: Wadern hatte von 1946 bis 1974 den Status einer Amtsgemeinde, die für folgende 13 selbstständige Gemeinden administrative Obliegenheiten wahrnahm: Bardenbach, Büschfeld, Dagstuhl, Gehweiler, Krettnich, Lockweiler, Niederlöstern, Noswendel, Oberlöstern, Morscholz, Wadern, Wadrill und Wedern. Im Gegensatz zur Saargebietszeit gehörte Wadern bis zur Rückgliederung an die Bundesrepublik Deutschland zum Saarland. Mit der Gebiets- und Verwaltungsreform von 1974 erhielt Wadern den Status eines Mittelzentrums im nördlichen Saarland.

- 1974 bis heute: Verbunden mit der mittelzentralen Funktion wurden der Gemeinde Wadern 1978 die Stadtrechte verliehen. Die Schaffung zahlreicher öffentlicher Infrastrukturen bis in die Mitte der 1980er-Jahre (u. a. Hallenbad, Stadthalle, Stadtsanierung, Freizeitzentrum Noswendel) ergänzte die Ausstattung des Mittelzentrums. In allen Stadtteilen wurden bis heute Sport- und Mehrzweckhallen, Bürgerhäuser und Sportstätten geschaffen, die die Lebensqualität vor Ort prägen. Besonders erwähnenswert in der neueren Stadtgeschichte ist die Einrichtung des heutigen Leibniz-Zentrums für Informatik Schloss Dagstuhl (1990), das Grundlagenforscher der Informatik aus aller Welt in der Stadt Wadern zusammenführt.

### „Großgemeinde“/Stadtwerdung

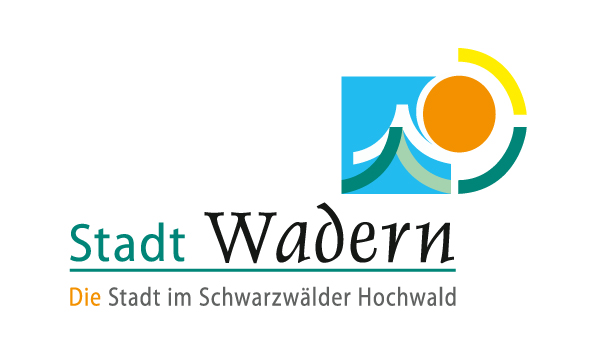
Offizielles Logo der Stadt Wadern

Die „Einheits-“ bzw. „Großgemeinde“ Wadern entstand im Zuge der Gebiets- und Verwaltungsreform im Saarland 1974. Am 1. Januar 1974 wurden die bis dato zum Amt Wadern gehörenden und bis dahin eigenständigen Gemeinden Bardenbach, Büschfeld, Dagstuhl, Gehweiler, Krettnich, Lockweiler, Morscholz, Niederlöstern, Noswendel, Oberlöstern, Wadern, Wadrill und Wedern aufgelöst. Die bis zu diesem Zeitpunkt zum Amt Weiskirchen gehörenden Gemeinden Münchweiler, Nunkirchen und Steinberg verloren ebenfalls ihre Selbstständigkeit ebenso wie die Gemeinden Buweiler-Rathen und Kostenbach aus dem Amt Nonnweiler. Diese Gemeinden bildeten so dann seit dem 1. Januar 1974 die „Einheits-“ bzw. „Großgemeinde“ Wadern.
Am 1. Juli 1978 wurden der Gemeinde Wadern die Stadtrechte verliehen. Mit der Stadtwerdung wurden Buweiler, Kostenbach, Oberlöstern und Rathen zum Stadtteil Löstertal zusammengefasst. Münchweiler war bereits 1974 dem Stadtteil Nunkirchen angegliedert worden. Nach einer Befragung im Mai 2017 wurden Gehweiler, Reidelbach (aus dem Stadtteil Wedern ausgegliedert) und Wadrill im Juli 2019 zum Stadtteil Wadrilltal fusioniert.

### Einwohnerentwicklung
| Wadern: Einwohnerzahlen von 2012 bis 2024   | Wadern: Einwohnerzahlen von 2012 bis 2024 | Wadern: Einwohnerzahlen von 2012 bis 2024 | Wadern: Einwohnerzahlen von 2012 bis 2024 | Wadern: Einwohnerzahlen von 2012 bis 2024 |
| ------------------------------------------- | ----------------------------------------- | ----------------------------------------- | ----------------------------------------- | ----------------------------------------- |
| Jahr                                        |                                           |                                           |                                           | Einwohner                                 |
| 2012                                        | 2012                                      |                                           | 15.983                                    | 15.983                                    |
| 2014                                        | 2014                                      |                                           | 15.768                                    | 15.768                                    |
| 2016                                        | 2016                                      |                                           | 15.808                                    | 15.808                                    |
| 2018                                        | 2018                                      |                                           | 15.727                                    | 15.727                                    |
| 2020                                        | 2020                                      |                                           | 15.667                                    | 15.667                                    |
| 2022                                        | 2022                                      |                                           | 15.885                                    | 15.885                                    |
| 2024                                        | 2024                                      |                                           | 16.453                                    | 16.453                                    |
| Quelle(n): Statistisches Amt des Saarlandes |                                           |                                           |                                           |                                           |

## Politik
Der Stadtrat der Stadt Wadern ist auf fünf Jahre gewählt. Er besteht aktuell aus vier Fraktionen.
In den Stadtteilen gilt die so genannte „Ortschaftsverfassung“. Jeder Stadtteil verfügt über einen Ortsrat, der seinerseits jeweils einen Ortsvorsteher aus seiner Mitte wählt. Der Ortsvorsteher ist für Belange der Bürger in seinem Stadtteil zuständig und vertritt die Interessen seines Stadtteils gegenüber der Gesamtstadt.

### Stadtrat
Die Kommunalwahlen vom 9. Juni 2024 brachten nebenstehendes Ergebnis. Daraus ergab sich folgende Sitzverteilung im Stadtrat:
- CDU: 12
- SPD: 9
- ProHochwald: 7
- AfD: 4
- Grüne: 1

### Bürgermeister
- 1957–1984: Herbert Klein, CDU[23]
- 1984–1998: Berthold Müller, CDU
- 1998–2014: Fredi Dewald, SPD
- seit 2014: Jochen Kuttler, parteilos

### Wappen
Das Wappen war zunächst am 24. Mai 1962 dem Amt Wadern verliehen worden und bestand bis zur Gebiets- und Verwaltungsreform 1974. Am 11. Oktober 1974 wurde es – unverändert – der Gemeinde Wadern vom Minister des Innern verliehen. Es ist auch heute noch das Wappen der Stadt Wadern, die die Bezeichnung „Stadt“ seit 1978 trägt.
Die Wappenbilder beziehen sich auf die territorialen Verhältnisse des Amtsgebietes im 18. Jahrhundert. Vier Dörfer gehörten zum Kurfürstentum Trier; sie werden durch das rote trierische Balkenkreuz im silbernen Feld, hier im Schildhaupt, symbolisiert. Zwölf Dörfer gehörten zur Reichsherrschaft Dagstuhl; sie sind durch zwölf goldene Eisenhüte in Fehform in drei Streifen (5:4:3) vertreten.

Wappen der Stadt und der Stadtteile
Stadt Wadern
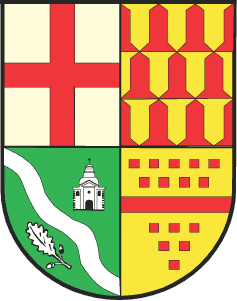
Bardenbach
Buweiler-Rathen
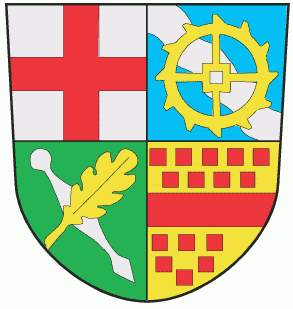
Büschfeld
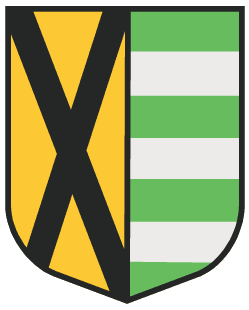
Dagstuhl
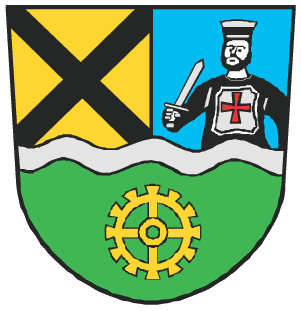
Gehweiler
Kostenbach
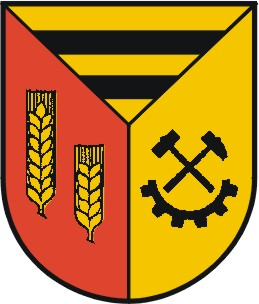
Lockweiler-Krettnich
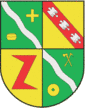
Löstertal
Morscholz
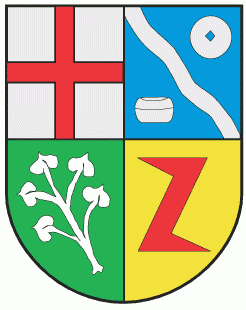
Noswendel
Nunkirchen
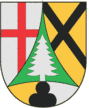
Steinberg
Wadern (Ort)
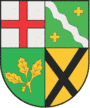
Wadrill
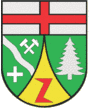
Wedern

### Städtepartnerschaften
Offizielle Städtepartnerschaften bestehen mit den französischen Städten Montmorillon und Jeumont, mit der tschechischen Stadt Sobotka, mit der Stadt Toma in Burkina Faso und mit Wahrenbrück in Brandenburg.

## Kultur und Sehenswürdigkeiten

### Stadtmuseum Wadern im Oettinger Schlösschen
Bereits 1978 wurde im barocken „Oettinger Schlösschen“ das erste Heimatmuseum im Kreisgebiet eingerichtet, das nach umfassender räumlicher Sanierung und inhaltlicher Neukonzipierung im Herbst 2013 als „Stadtmuseum Wadern“ wieder eröffnet wurde.

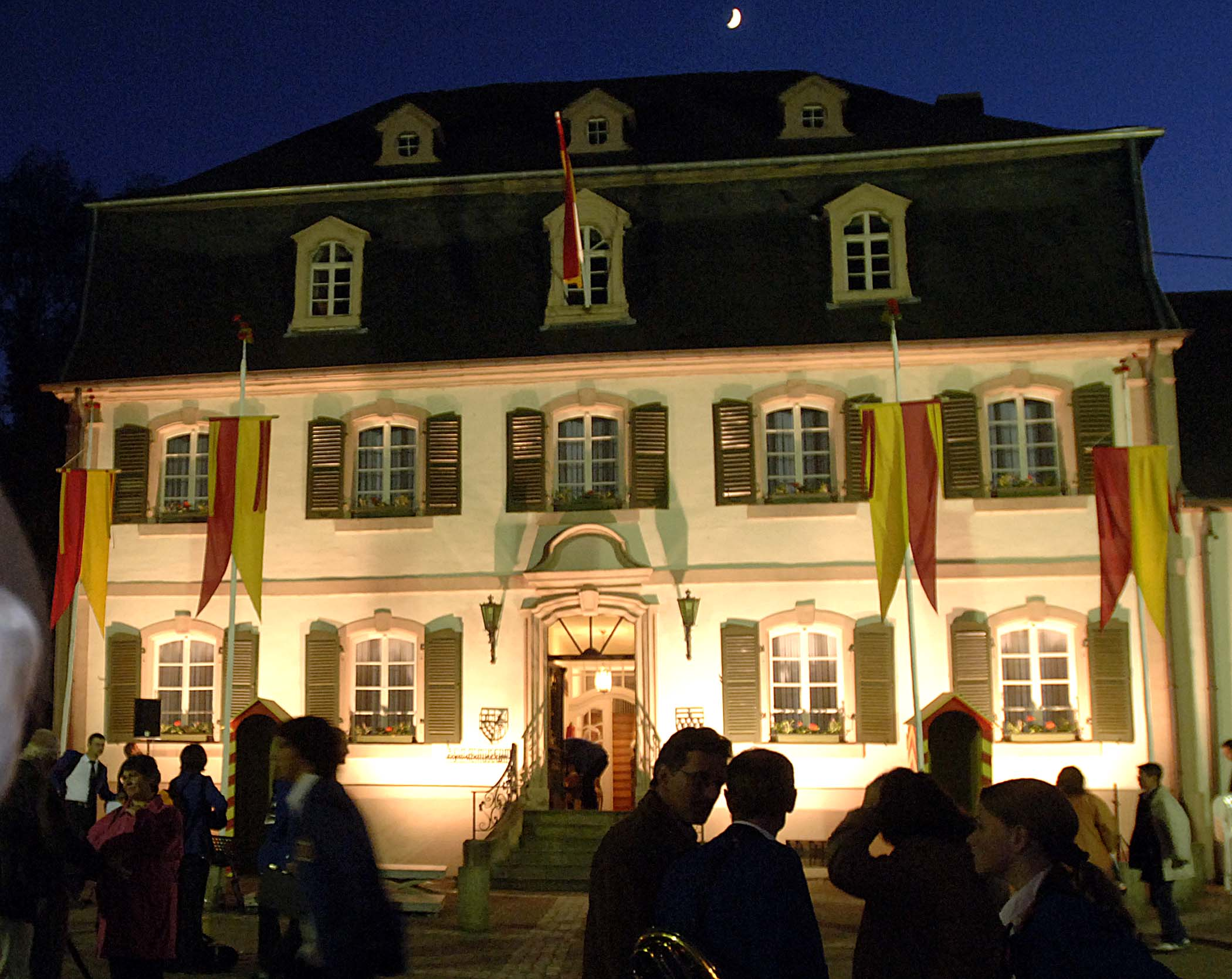
Oettinger Schlösschen Wadern

Der Rundgang durch die inhaltlich und didaktisch umgestaltete Ausstellung bietet Einblicke in rund 2.500 Jahre regionaler Entwicklung vor dem kulturgeschichtlichen Hintergrund der Zeit. Eine Besonderheit liegt in dem breiten Spektrum der Ausstellungsobjekte, die den Besuchern die Geschichte der Stadt Wadern von der keltisch-römischen Epoche bis ins 20. Jahrhundert veranschaulichen. Schwerpunkte sind Entwicklungen, die die Stadt bis heute nachhaltig geprägt haben. Dazu gehören etwa die Verleihung des Marktrechts, bedeutende Kulturgüter im Stadtgebiet und außergewöhnliche Persönlichkeiten wie die so genannte „Malergräfin“ Octavie de Lasalle von Louisenthal sowie die Waderner Bürger, die sich gegen das nationalsozialistische Regime auflehnten. Die Originalobjekte werden durch den Einsatz von modernen Medien – zeichnerische und dreidimensionale Rekonstruktionen, Hörstationen sowie verschiedene mediale Präsentationen – ergänzt. In wechselnden Sonderausstellungen werden unterschiedliche Themen der Stadt- und Regionalgeschichte beleuchtet. Das Stadtmuseum bietet zielgruppengerechte Führungen sowie museumspädagogische Programme an.

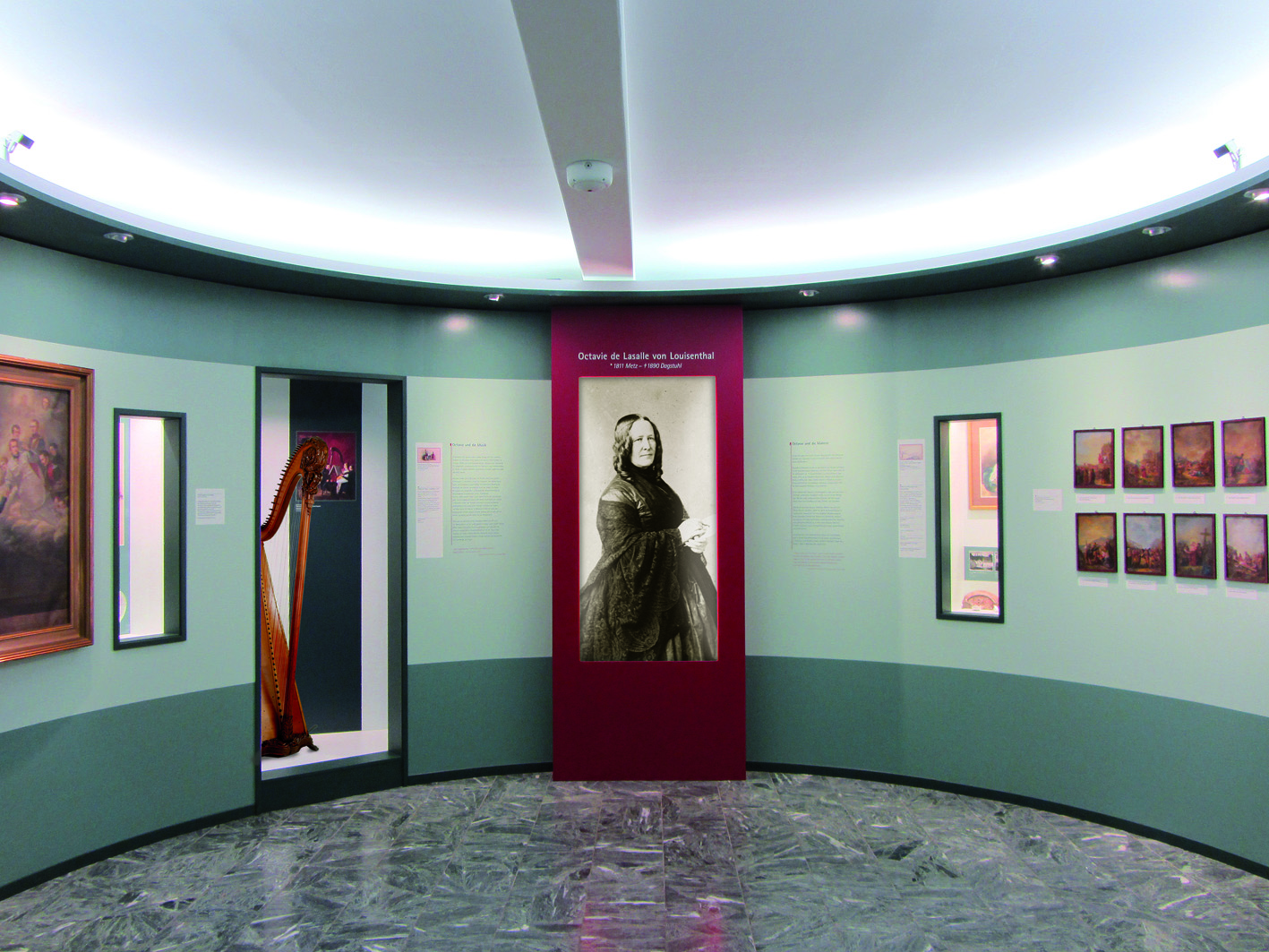
Octavie-Raum im Stadtmuseum Wadern

### Musik
In der Stadt Wadern wird Musik traditionell in vielfältiger Weise gepflegt und dargeboten. Unter dem Dachverband „Stadtverband Waderner Musikvereine e. V.“ (SWM) existieren derzeit insgesamt sieben aktive Musikvereine im Stadtgebiet. Im Sinne der Jugendförderung betreibt ein Großteil der Vereine eigene Jugendorchester. Diese werden allgemein positiv von den teilnehmenden Kindern und Jugendlichen eingeschätzt, da sie im Gegensatz zu den Musikschulen Waderns nicht nur eine musikalische Weiterbildung ermöglichen, sondern auch eine signifikantere soziale Komponente beinhalten. Zudem hat der SWM das „First Class Orchester“, ein gemeinsames Jugendorchester aller acht Musikvereine aufgebaut. Auch schulisch wird eine musikalische Weiterbildung gefördert. So bietet das Hochwaldgymnasium Waderns eine Musical-AG sowie eine iPad-Band, in welcher Schüler der Klassenstufen fünf bis neun auch ohne ein Instrument zu beherrschen mithilfe von Tablets musizieren können. Im Bereich der Chormusik zählt die Stadt Wadern viele aktive gemischte Chöre, Kirchenchöre und Männergesangsvereine, die sich an unterschiedlichen Stilrichtungen von klassischer Musik bis zu Pop orientieren. Zusätzlich beleben das „Jagdhornbläsercorps Hochwald“ und der „Spielmannszug Büschfeld“ sowie die Klassik-Konzert-Reihe des Vereins „Konzerte in der kleinen Residenz“ das Kulturangebot in der Region. Des Weiteren existieren in Wadern mehrere Acts, unter anderem die Musikgruppen „Paul und Testarossa“ und „Way To Paradise“ und DJ Niklas Koch, dem Gründer von O.M.E. Optimus Music Entertainment, welcher unter dem Künstlernamen „Optimus Tekk“ auftritt.

### Film, Kino
Ab den 1920er-Jahren führte die in Wadern ansässige Familie Dubois einen Lichtspielbetrieb mit Gaststätte. Nachdem das Kino im August 2011 aus wirtschaftlichen Gründen schließen musste, gründete sich der „Verein der Filmfreunde der Lichtspiele Wadern“, der das Kino in seine Verantwortung übernahm und im November 2012 wieder mit einem Regelbetrieb unter dem Namen „Lichtspiele Wadern“ begann.

### Bauwerke
Burgruine Dagstuhl:

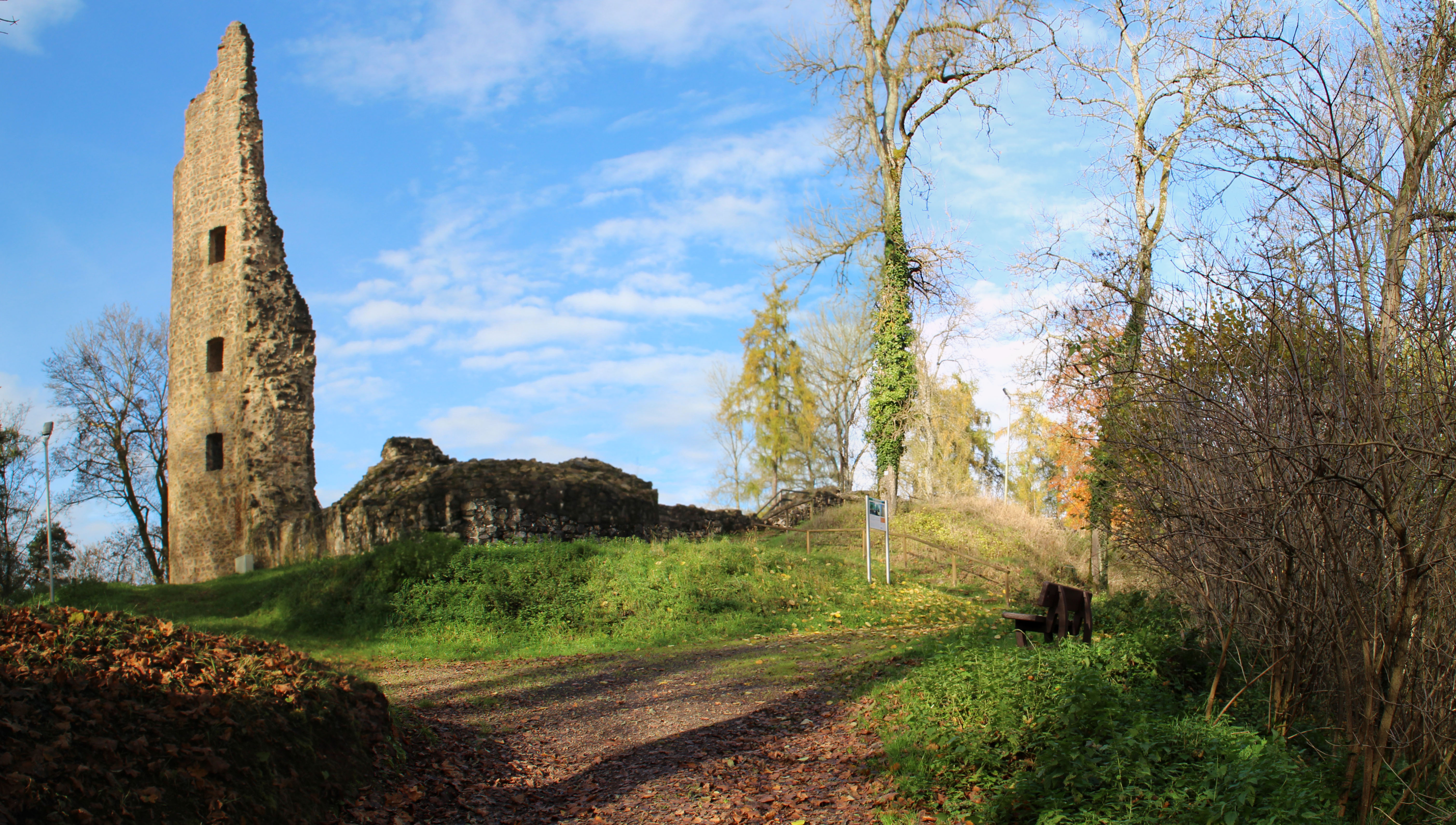
Burgruine Dagstuhl

Nach vorliegenden Urkunden wurde die Burg vor 1290 durch Ritter Boemund von Saarbrücken als Vorposten der Herrschaft des Bischofs von Trier erbaut. Die Anlage ist eine Höhenburg und weist mit Vorburg und Bastionen eine Länge von über 300 m auf. Nach dem Aussterben der Burgherren von Dagstuhl im 14. Jahrhundert zerfiel die Herrschaft Dagstuhl in die Ganerben Fleckenstein, Brucken, Rollingen und Kriechingen, die als Gemeinherren die Burg abwechselnd verwalteten. Die Anlage wurde in der Folge durch Wolfgang Anton von Langemantel, den Administrator des Dompropstes und späteren Erzbischof und Kurfürsten von Trier, Franz Georg von Schönborn, weitgehend abgetragen. Ab Mitte der 1980er-Jahre wurden die Reste der Burg in weiten Teilen freigelegt und gesichert. Von 2002 bis 2006 folgten weitere Sanierungsmaßnahmen, die ihren Abschluss in der Erschließung der historischen Zuwegung durch den Bau von zwei Brücken und die didaktische Aufbereitung durch Infotafeln, Burgführer und Internetpräsentation erfuhren.
Schloss und Schlosskapelle Dagstuhl:
Das Schloss Dagstuhl war der ehemalige Wohnsitz des Grafen Joseph Anton von Oettingen-Sötern. Der Graf ließ dieses Schloss zwischen 1760 und 1762 erbauen. Das Herrenhaus wurde 1775 erweitert. Nach der Französischen Revolution und der Flucht der Grafenfamilie übernahm 1806 die Familie de Lasalle von Louisenthal das Gebäude. Um 1906 entstanden die Anbauten im neugotischen Stil, um eine räumliche Verbindung zwischen Wohntrakt und Kapelle herzustellen. Die Wände und Decken der Schlosskapelle wurden von Octavie de Lasalle mit Bildern aus dem Leben Mariens im Stil biblischer Historienmalerei gestaltet. Im Anbau der Kapelle befindet sich ein von ihr gemalten Kreuzweg, der aus der Pfarrkirche in Lockweiler stammt. Das Schloss blieb bis 1957 im Familieneigentum. Danach diente es lange Jahre als Altenheim. Heute beherbergt es das renommierte Leibniz-Zentrum für Informatik. Zum Schloss gehört ein Schlossgarten, der im Rahmen des Projektes „Gärten ohne Grenzen“ angelegt wurde. Viele Gestaltungsmerkmale des Gartens gehen auf Anregungen der „Malergräfin“ Octavio de Lasalle zurück, die in verschiedenen Gartengemälden ihre Vorstellungen dokumentiert hat.
Schloss Münchweiler:
Nach den Ideen des Freiherrn Franz Georg Zandt von Merl wurde das Schloss nach Plänen eines noch unbekannten Architekten aus dem Umkreis des Baumeisters Christian Kretschmar zwischen 1749 und 1785 in Münchweiler erbaut. Eine Kastanienallee führt zu einem großen Hofportal, durch das man in den Schlosshof gelangt, der von dem Wohngebäude und den Wirtschaftsgebäuden umrahmt wird. Erweiterungsbauten an den Flügeln wurden im 19. Jahrhundert errichtet. Zum Schloss gehört auch ein Barockgarten. Die Schlossanlage ist in dieser Form einmalig im Saarland und beherbergt heute ein Hotel und ein Schlosscafé.
Grafenschloss Wadern:
Graf Joseph Anton von Oettingen-Sötern erbaute das Grafenschloss 1758 in der Waderner Oberstraße als erstes seiner drei Schlösser. Ein Vorgängerbau an der gleichen Stelle wird 1720 erstmals urkundlich erwähnt. Das Schloss diente in erster Linie als Oberamt der gräflichen Verwaltung. Von 1827 war es bis 1959 mit Unterbrechungen Sitz des Friedens- und Amtsgerichtes. Von 1959 bis 1961 wurde das Gebäude dem gerade gegründeten Hochwald-Gymnasium bis zur Fertigstellung eines Schulneubaus zur Verfügung gestellt. Der letzte verbliebene Teil des Schlosses ist in das heutige Rathaus integriert. Beim Schloss handelt es sich um einen schlichten fünfachsigen Bau des Spätbarocks mit steilem Walmdach und fünf vorgezogenen Gauben. Im Inneren des heutigen Rathauses befindet sich noch das ursprüngliche Treppenhaus des Schlosses mit Holzgeländer in Kettenmuster.
Oettinger Schlösschen Wadern:
Graf Joseph Anton erbaute 1759 das Oettinger Schlösschen mit einer Parkanlage als seinen ersten Wohnsitz in Wadern. Nach dem Ende der Grafenzeit befand sich im Schlösschen zunächst eine Gaststätte, dann lange Zeit eine Apotheke. An der Außenwand können Besucher noch die „Waderner Elle“ finden, ein spezielles Maß, an das sich die Stoff- und Lederhändler bei den Märkten halten mussten. Kurz vor dem geplanten Abriss wurde das Gebäude von engagierten Heimatkundlern gerettet. Heute beherbergt es das Stadtmuseum Wadern und den Ratssaal der Stadt.
Marktbrunnen Wadern:

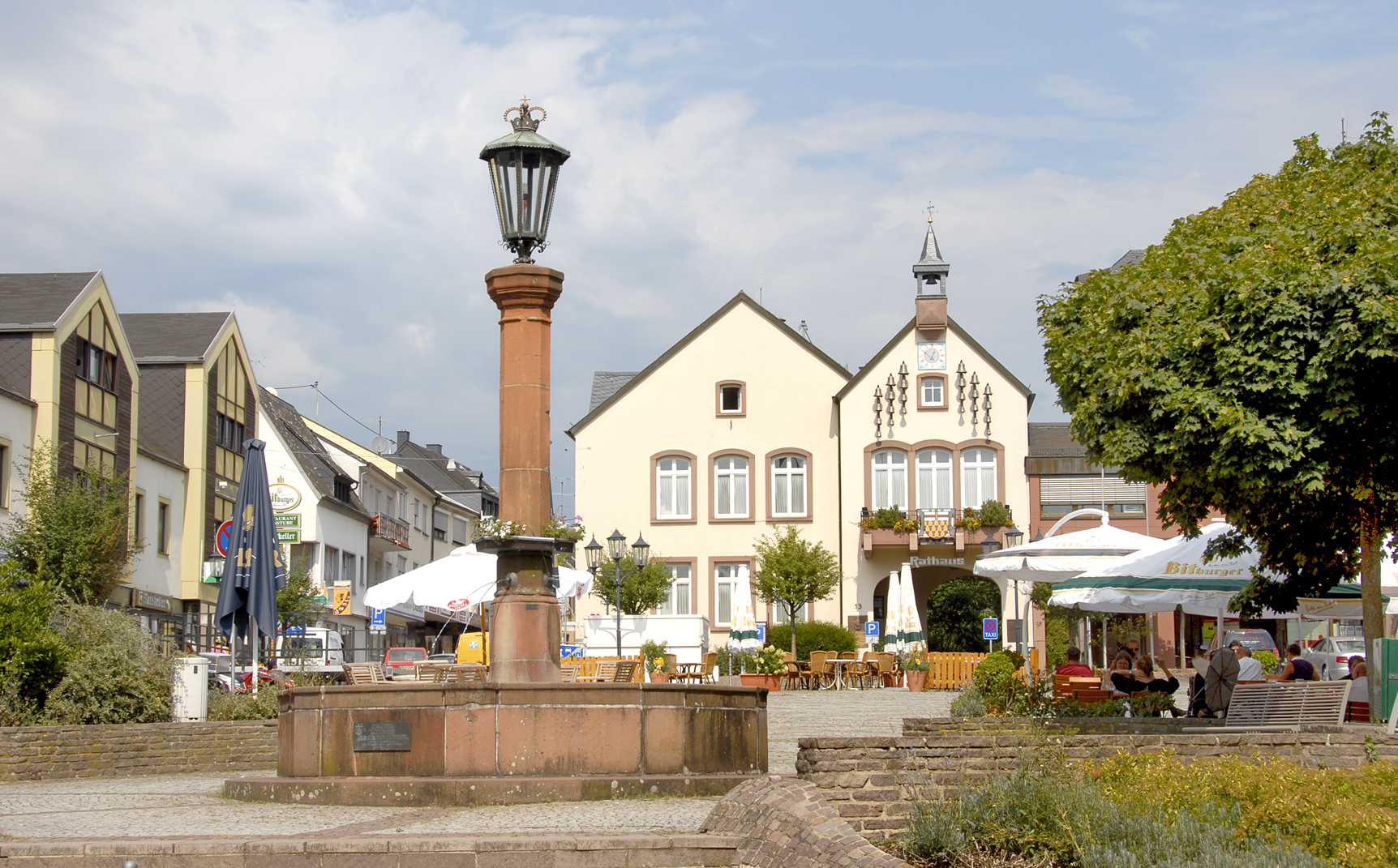
Der Brunnen auf dem Marktplatz im Stadtteil Wadern datiert aus dem 18. Jahrhundert

Der Marktbrunnen ist das äußere Zeichen für die Verleihung der Marktrechte am 13. April 1765 durch den Grafen Joseph Anton von Oettingen-Sötern an das Handwerks- und Handelszentrum Wadern. Der Brunnen selbst wurde 1770 erbaut und musste einige Standortwechsel hinnehmen. Nach der Neugestaltung des Marktplatzes steht er heute wieder in der Nähe seines ursprünglichen Standortes.
Pfarrkirche Herz Jesu Nunkirchen:
Die neugotische dreischiffige Hallenkirche Herz Jesu entstand nach den Plänen des Dombaumeisters Reinhold Wirtz aus Trier. Nach ihrer Erbauung zwischen 1893 und 1896 wurde die Kirche von Weihbischof Carl Ernst Schrod am 26. April 1896 konsekriert. Die Kirche hat in besonderem Maße ihre ursprüngliche Ausstattung bewahrt und ist ein eindrucksvolles Beispiel kirchlicher Architektur des ausgehenden 19. Jahrhunderts.
Pfarrkirche Allerheiligen Wadern:
Gegenüber dem kleinen Markt reckt sich der Turm der Pfarrkirche Allerheiligen in den Himmel. Im unteren Teil ist der Turm romanisch – die Vorgängerkirche wird urkundlich 1289 erwähnt – und im oberen Teil klassizistisch. Der Turmhelm stammt aus dem Jahre 1844. Die nachbarocke Saalkirche wurde 1817 von Johannes Wassermann erbaut. Die Figuren der Apostelgalerie stammen aus der 1819 abgerissenen Peterskirche des Klosters Mettlach. Der Apostel Philippus ist, wie sein Sockel verrät, 1684 entstanden. Ob für die übrigen Apostel die gleiche Entstehungszeit gilt, ist nicht endgültig belegt. Das Alabasterrelief im Chor mit Christus am Kreuz schuf der Trierer Bildhauer Hans Ruprecht Hoffmann (um 1600).
Pfarrkirche St. Martin Wadrill:
Das heutige Kirchenschiff der Pfarrkirche St. Martin wurde 1888 nach Plänen von Wilhelm Hector erbaut. Der noch erhaltene Chor der Vorgängerkirche des Antonius Neurohr stammt aus dem Jahre 1768. Noch älter ist der romanische Turm der ersten Kirche, der vor 981 erbaut wurde. An der Choraußenwand befindet sich das große Missionskreuz, das anlässlich der Volksmission 1870 errichtet wurde.
Alter Glockenturm Lockweiler:

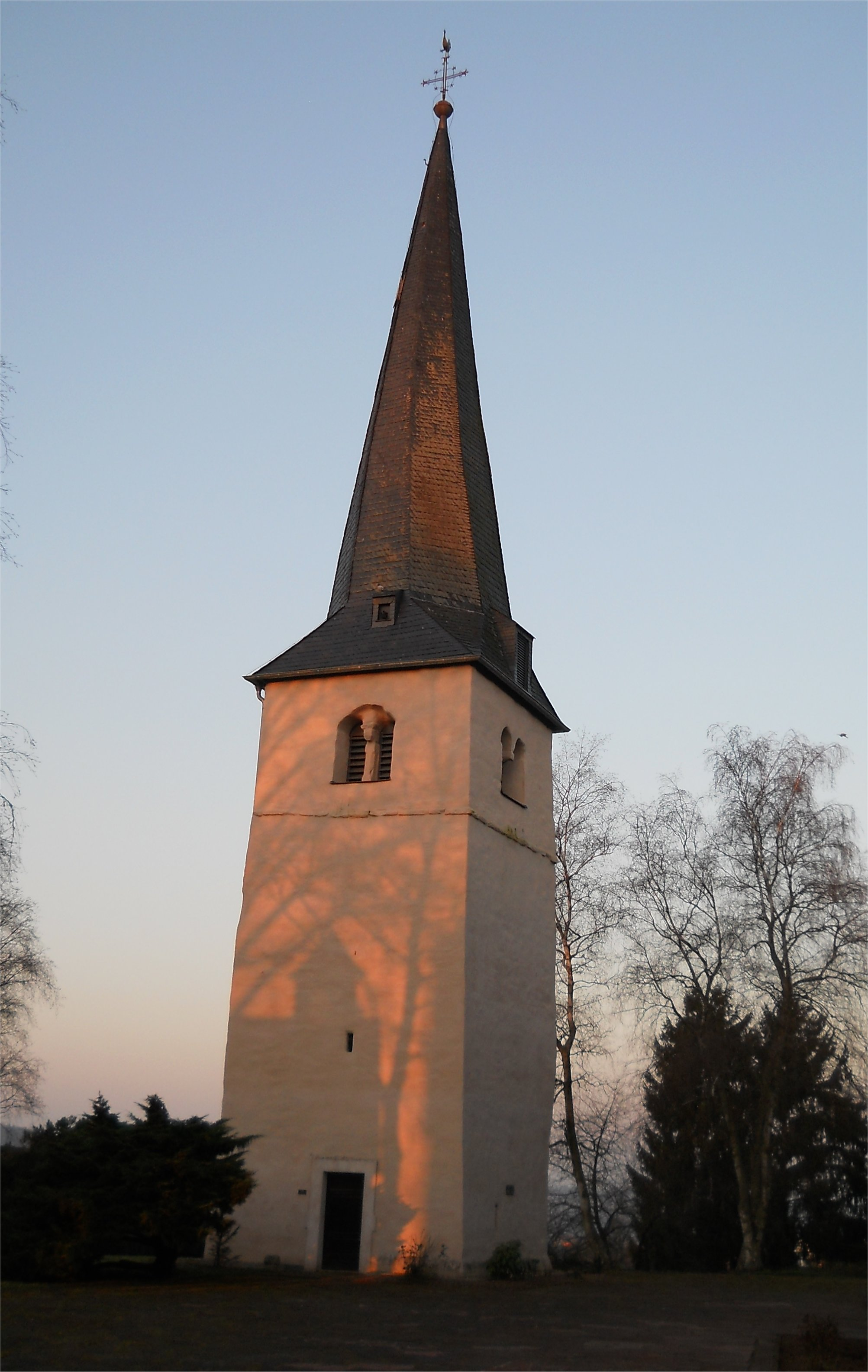
Alter Kirchturm Lockweiler

Eine Pfarrei in Lockweiler wird im Jahre 973 erstmals urkundlich erwähnt. Der romanische Glockenturm der Pfarrkirche wurde vermutlich zusammen mit einer kleinen steinernen Kirche, die dem Heiligen Erlöser geweiht war, im 12. Jahrhundert erbaut. Nach dem Neubau der Pfarrkirche St. Michael im Jahre 1844 erinnert der Turm an die frühen Zeiten der Pfarrei.
Haus München am Markt:
Das sogenannte „Haus München“ im Stadtteil Wadern war vor 1881 im Besitz des Dompropstes Nikolaus München (1794–1881), der als Waderner Sohn eine steile Karriere in der Kirchenverwaltung machte und eine bedeutende Rolle im Bistum Köln spielte. Der wohlhabende Dompropst hinterließ seiner Familie einige Häuser rund um den Marktplatz, darunter das sogenannte „Haus München“. Sein heutiges Erscheinungsbild erhielt das Haus um 1870. Von 1881 bis 1963 befanden sich hier die Bäckerei und das Café München, von dem noch die Backstube im Keller des heutigen Bistros erhalten ist. Das Gebäude wurde 1995/96 von Grund auf renoviert.
Gallo-römische Monumentalgrabhügel von Oberlöstern:
Die Rekonstruktion zweier seltener römischer Monumentalhügel mit quadratischer Steinumfassung aus dem 2. Jh. n. Chr. findet sich in Wadern-Oberlöstern. Die Größe und Ausstattung der Anlage deuten darauf hin, dass hier seinerzeit bedeutende Personen beigesetzt wurden. Die benachbarten Hügel von jeweils 20 m Durchmesser wurden in den 1990er-Jahren ausgegraben und untersucht. Jeder der beiden war mit einem steinernen Pinienzapfen bekrönt. Zwischen beiden Hügeln erhob sich ein mächtiger Grabpfeiler. Nach den Ausgrabungen wurden die Grabhügel in der Originalform wieder hergestellt. 400 Meter entfernt liegt der dazugehörige Siedlungsplatz.

### Sport
Die sportlichen Aktivitäten in der Stadt Wadern sind geprägt durch ein lebhaftes Vereinsleben und durch ein großes ehrenamtliches Engagement der Bürger in den verschiedenen Sportvereinen. Neben den populären Sportarten wie Fußball und Tennis eröffnet sich in Wadern eine große Bandbreite an weiteren Sportarten.
Nicht zuletzt deswegen ist die Waderner Sportlerehrung mit jährlich rund 160 gemeldeten Sportlern aus den Waderner Vereinen ein wichtiges Ereignis in der Stadt.
Zum Trainieren bieten mehr als der Hälfte der Stadtteile eigene Sportplätze und -hallen auf.
Allerdings macht sich auch in Wadern der demografische Wandel bei den Sportvereinen bemerkbar. Immer mehr müssen sich mangels Nachwuchs zusammenschließen oder Sportgemeinschaften bilden.

## Veranstaltungen

### Regelmäßige Veranstaltungen
Die wichtigsten Veranstaltungen in der Stadt Wadern in chronologischer Reihenfolge:
Erster Fastensonntag: Lauf des Erbsenrades in Wadrill: Nach altem Brauch wird der Winter mit einem brennenden Feuerrad verabschiedet.
An Palmsonntag: Kunstroute Wadern: Über 30 Künstler stellen während des verkaufsoffenen Sonntags ihre Werke in den Geschäften der Innenstadt aus. Eine in dieser Form einzigartige Veranstaltung im Saarland.
Zweites Wochenende im Juni: Stadtfest Waderner Maad (mundartlich für „Markt“): Eingebettet in den historischen Rahmen rund um das Wirken des Grafen Joseph Anton von Oettingern-Sötern ist das Stadtfest das größte Volksfest im Hochwaldraum.
Im Juni findet im Stadtteil Wadern der „Familienspaß im Stadtpark“ statt. An diesem Tag stehen große und kleine Kinder im Mittelpunkt des Geschehens im idyllischen Stadtpark.
An vielen Wochenenden von Juni bis August ist „Waderner Marktsommer“: Der Marktsommer bietet kostenlos und unter freiem Himmel ein facettenreiches Musikprogramm auf dem Waderner Marktplatz.
Erstes Augustwochenende steht im Zeichen des Festes „Sagenhaftes Spektakulum auf Burg Dagstuhl“: Auf der Burgruine Dagstuhl verbinden sich Konzerte, Lagerleben, mittelalterliches Handwerk und ein großes Kinderritterturnier zu einem der schönsten Mittelalterfeste im Saarland.
Im September: Waderner Buchwoche: Von Lesenächten über kulinarische Krimiabende bis hin zum alle zwei Jahre stattfindenden Schreibwettbewerb und dem großen Bücherflohmarkt reicht die Programmpalette.
Im Herbst prägen die Hochwälder Kartoffeltage und die Hochwälder Wildwoche den kulinarischen Veranstaltungskalender. Höhepunkt ist am ersten Samstag im November der Waderner Wildmarkt.
Wadern ist eine Hochburg der Karnevalisten im Saarland. Umzüge finden in Nunkirchen (Nachtumzug), Morscholz, Büschfeld und abwechselnd in Wadern, Wadrill oder Lockweiler (Tagesumzüge) statt. Zahlreiche Kappensitzungen nehmen das städtische Leben aufs Korn und bieten ein hochwertiges Tanz- und Musikprogramm.
In den einzelnen Stadtteilen verbindet die Kirmes lokales Brauchtum mit Spaß und Unterhaltung. Die größten Kirmesveranstaltungen finden sich in Wadern und in Nunkirchen.
Vereins- und ehrenamtlich geprägte Weihnachtsmärkte finden in Wadern, Bardenbach, Löstertal, Vogelsbüsch und Nunkirchen statt.
Der Verein „Konzerte in der Kleinen Residenz“ bietet jedes Jahr ein vielfältiges Konzertprogramm zwischen Klassik und Jazz an. Der Verein „Kultur am Tor“ in Nunkirchen hat sich mit seinem Jahresprogramm auf Musik, Kabarett und Lesungen spezialisiert.

## Sprache
Die Stadt Wadern liegt im moselfränkischen Sprachraum. Die einzelnen Ortschaften unterscheiden sich in ihrer Dialektfärbung zwar erheblich, grenzen sich aber eindeutig gegenüber dem rheinfränkischen Sprachraum im Saarland ab. Durch eine hohe Fluktuation sowie die Durchdringung der audiovisuellen Medien nähern sich die verschiedenen Dialektfärbungen einander in Richtung einer Regionalsprache an.

## Wirtschaft und Infrastruktur
Die Stadt Wadern ist als Mittelzentrum nicht nur administrativer, sozialer und kultureller Mittelpunkt im nördlichen Saarland, sondern auch das wirtschaftliche Zentrum der Hochwaldregion. Die Stadt Wadern liegt im Schnittpunkt zwischen der Großregion Saar-Lor-Lux und der Hochwald-Region im nördlichen Saarland.

### Märkte

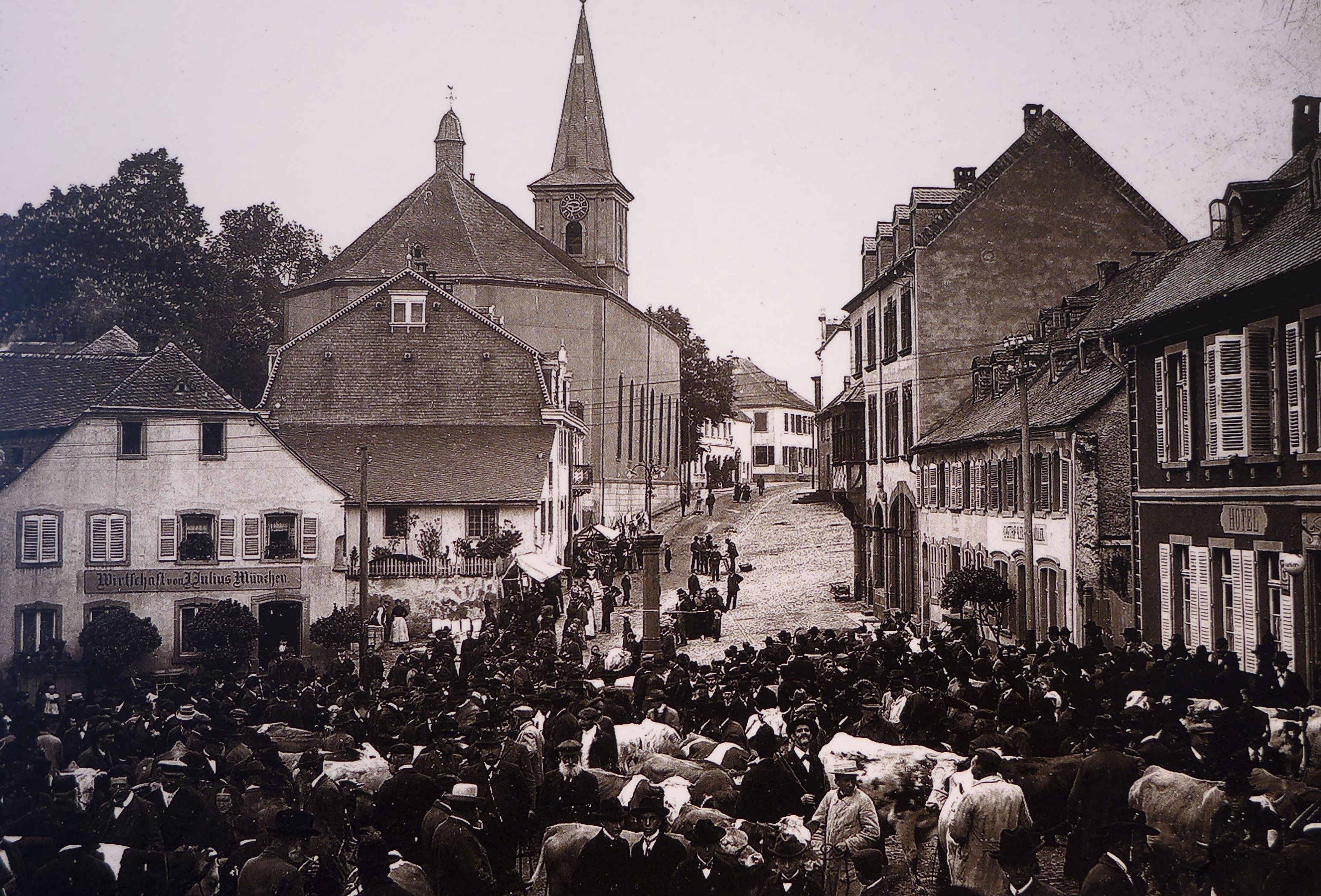
Wadern, Viehmarkt zu Beginn des 20. Jahrhunderts

Heute findet jeweils am letzten Mittwoch im Monat der große Krammarkt im Stadtteil Wadern statt. Darüber hinaus bieten jeden Freitagvormittag Frischmarkthändler Waren des täglichen Bedarfs auf dem Marktplatz an. Das jährlich Anfang Juni stattfindende Stadtfest „Waderner Maad“ erinnert ebenfalls an diese Markttradition.
Die Bedeutung der Märkte und in dem Zusammenhang die Entstehung des Marktplatzes im Kernort Wadern ist eng verknüpft mit dem Wirken des Grafen Joseph Anton von Oettingen-Sötern. Nach der Verlegung seiner Herrschaft aus dem schwäbischen Baldern am Rande des Nördlinger Ries in den Schwarzwälder Hochwald legte er besonderen Wert auf die wirtschaftliche Entwicklung seines Residenz- und Verwaltungsortes Wadern. Am 13. April 1765 verlieh der Graf dem Ort Wadern das Recht, Märkte auszurichten, die bis in die Gegenwart auf dem eigens dafür angelegten Marktplatz stattfinden. Besonders bekannt waren die Waderner Viehmärkte (Rinder und Schweine), die vor allem in der zweiten Hälfte des 19. Jahrhunderts zu den größten im preußischen Regierungsbezirk Trier zählten. Äußeres Zeichen für die Verleihung der Marktrechte ist der 1770 erbaute Marktbrunnen.

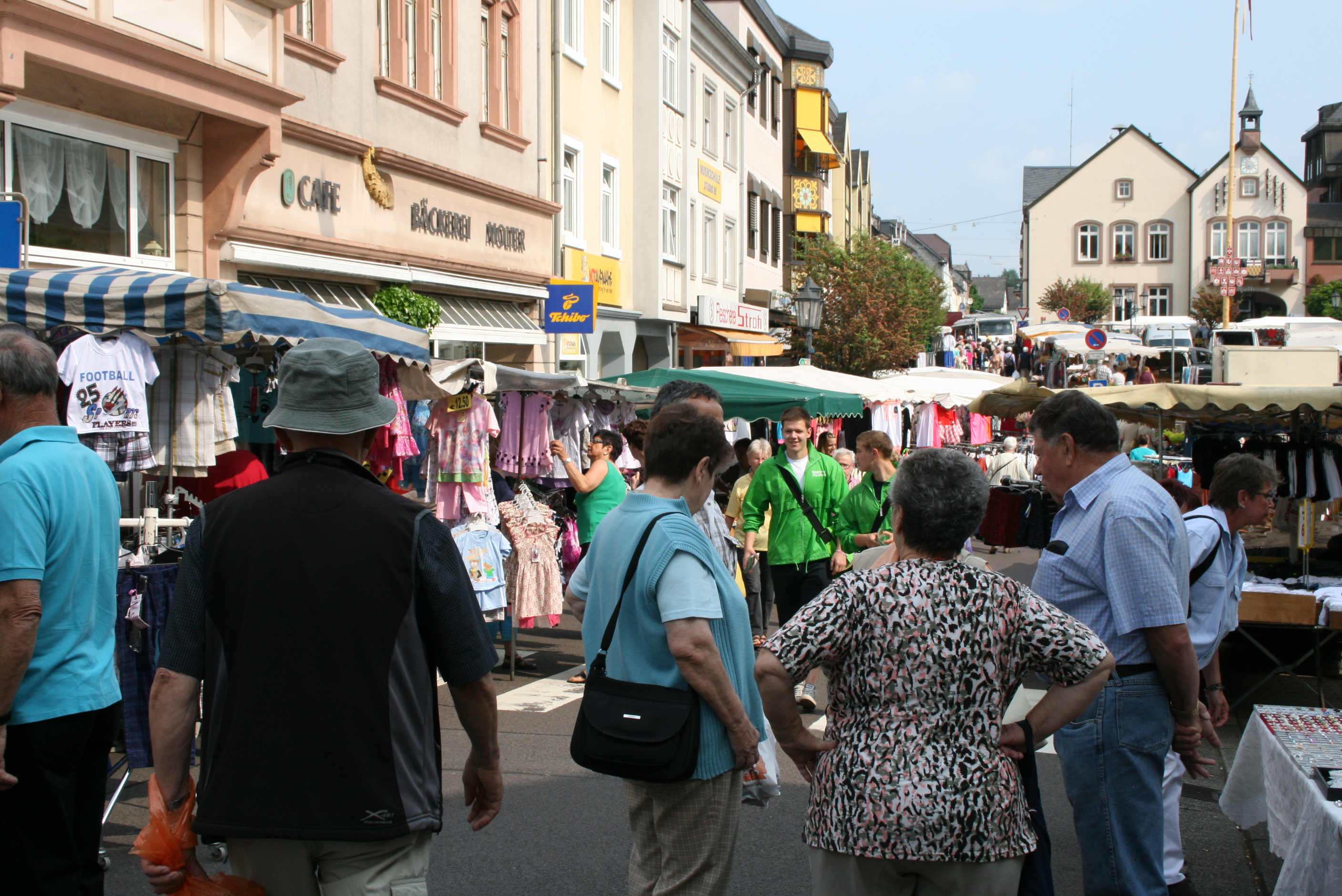
Monatsmarkt auf dem Waderner Marktplatz

### Tourismus
Geschichts- und Kulturinteressierte können die Grafenschlösser, Schloss Münchweiler, die Burg Dagstuhl oder das Oettinger Schlösschen mit dem Stadtmuseum besuchen. Erholungssuchende und Aktivurlauber können einen Abstecher zum Noswendeler See, der Hochwaldalm in Wadrill oder dem Golfpark Weiherhof in Nunkirchen unternehmen. Im Veranstaltungskalender finden sich etliche Freiluftveranstaltungen in den Sommermonaten, wie dem Stadtfest „Waderner Maad“, dem „Sagenhaften Spektakulum“ auf Burg Dagstuhl oder dem Marktsommer. Bei Gästen sind die kulinarischen Veranstaltungen im Herbst besonders beliebt, wenn die „Hochwälder Kartoffeltage“ und die „Hochwälder Wildwoche“ Besucher nach Wadern einladen.

#### Wandern und Radfahren
Die Stadt Wadern bietet eine Fülle von Möglichkeiten, sich den sehr eigenen Charme des Hochwaldes zu erschließen. Besonders die Premiumwanderwege „Wadrilltal Tafeltour“, „Almglück“, „Weg des Wassers“, „Himmels Gääs Paad“ und der Saar-Hunsrück-Steig bieten außergewöhnliche Naturerlebnisse.
Auch der Radtourismus spielt in der Stadt Wadern eine große Rolle. Der Saarland-Radweg und der Saar-Bostalsee-Radweg durchqueren das Stadtgebiet. Ergänzt werden diese überregionalen Radwege durch die regionalen Landkreisrouten Noswendeler-See-Runde, Drei-Seen-Runde und Hochwälder-Runde.

#### Freizeitzentrum Noswendeler See
Das Freizeitzentrum Noswendeler See umfasst heute 20 ha, der See selbst weist eine Größe von 6,6 ha auf. Durch das starke Engagement der Ortsvereine, die im Heimat- und Verkehrsverein organisiert sind, ist nicht nur die Bewirtung am See, sondern auch ein umfangreiches Veranstaltungsprogramm in der Sommersaison garantiert.
So kann man beispielsweise mit dem Tretboot den See erkunden. Zwei Spielplätze samt Basketballfeld und einer Beachvolleyball-Anlage am Ufer laden zum Spiel. Beim Spaziergang um den See kann man einen Blick in das Naturschutzgebiet „Noswendeler Bruch“, das größte Feuchtbiotop des Saarlandes, werfen.
Das ausgewiesene Wanderwegenetz rund um den See bietet viele Möglichkeiten zur Naturerkundung. Drei Routen mit 2,5 km, 6 km oder 8 km Länge laden zum Spaziergang oder zu einer Wanderung inklusive Einkehr rund um den See ein. So führt z. B. der „Naturpfad“ mitten hinein in den „Noswendeler Bruch“.
Am Noswendler See befindet sich eine Kneipp-Anlage, die mit frischem Quellwasser gespeist wird. Angler können hier ihrem Hobby nachgehen. Am See stehen 5 Wohnmobil-Stellplätze zur Verfügung.
Als herausragende Veranstaltungen im Jahr sind das Lampionfest, das Herbst- und Schlachtfest, der Deko-Volkslauf und das Sautrogrennen zu nennen.

### Unternehmen
Stellvertretend für die vielen Unternehmen, die ihren Sitz in der Stadt Wadern haben, werden hier nur die Betriebe mit den meisten Arbeitsplätzen aufgeführt. Insgesamt sind in der Stadt Wadern 5.618 sozialversicherungspflichtig Beschäftigte registriert.

#### Ansässige Unternehmen
- Die SaarGummi-Gruppe ist ein Lieferant von Dichtsystemen für die Automobilindustrie. Sitz der Holdinggesellschaft ist das luxemburgische Remich. Größter Produktions- und Entwicklungsstandort ist der zur Stadt Wadern gehörende Stadtteil Büschfeld. Hier begann auch 1947 die Geschichte des Unternehmens. Heute produziert die SaarGummi-Gruppe an insgesamt 13 Standorten in Europa, Nord- und Südamerika sowie in Asien. Zu den wichtigsten Kunden gehören Daimler, BMW, General Motors, Volkswagen/Porsche und Ford.
- ThyssenKrupp Automotive Body Solutions ist ein Teil der ThyssenKrupp AG. Sie bietet umfassende Ingenieurleistungen in den Bereichen Karosserie und Aggregatmontage, und zwar einerseits als individuelle Lösungen und andererseits als modulare Standards.
- HACO Einkaufszentrum: Das HACO Einkaufszentrum ist ein familiengeführtes Unternehmen mit 260 Mitarbeitern und 11.000 m² Verkaufsfläche. Gegründet 1936 durch Franz Haas als Geschäft für Lebensmittel, Wein und Spirituosen am Marktplatz in Wadern auf einer Verkaufsfläche von 38 m² mit seinerzeit drei Angestellten.
- Unimed Abrechnungsservice für Kliniken und Chefärzte GmbH: Das 1984 gegründete Unternehmen mit Hauptsitz in Wadern-Noswendel erstellt bundesweit Privatabrechnungen für Kliniken, Chefärzte und medizinische Zentren.
- Lockweiler Plastic Werke GmbH ist ein Hersteller hochwertiger Kunststoffprodukte. Das Werk verarbeitet alle gängigen Thermoplaste im Spritzgussverfahren zu Kunststoffprodukten für verschiedene Anwendungsbereiche wie zum Beispiel für Lagereinrichtung, Produktpräsentation und Arbeitsschutz.
- Werkstätten der Arbeiterwohlfahrt: Der Verbund für Inklusion und Bildung der Arbeiterwohlfahrt (AWO) Saarland betreibt in Nunkirchen Werkstätten für Menschen mit Behinderung.
- Das Alten- und Pflegeheim St. Sebastian in Nunkirchen ist eine kirchliche Einrichtung in der Trägerschaft der Cusanus Trägerschaft Trier (ctt), in der bis zu 78 alte und pflegebedürftige Menschen wohnen und gepflegt werden.

### Verkehr

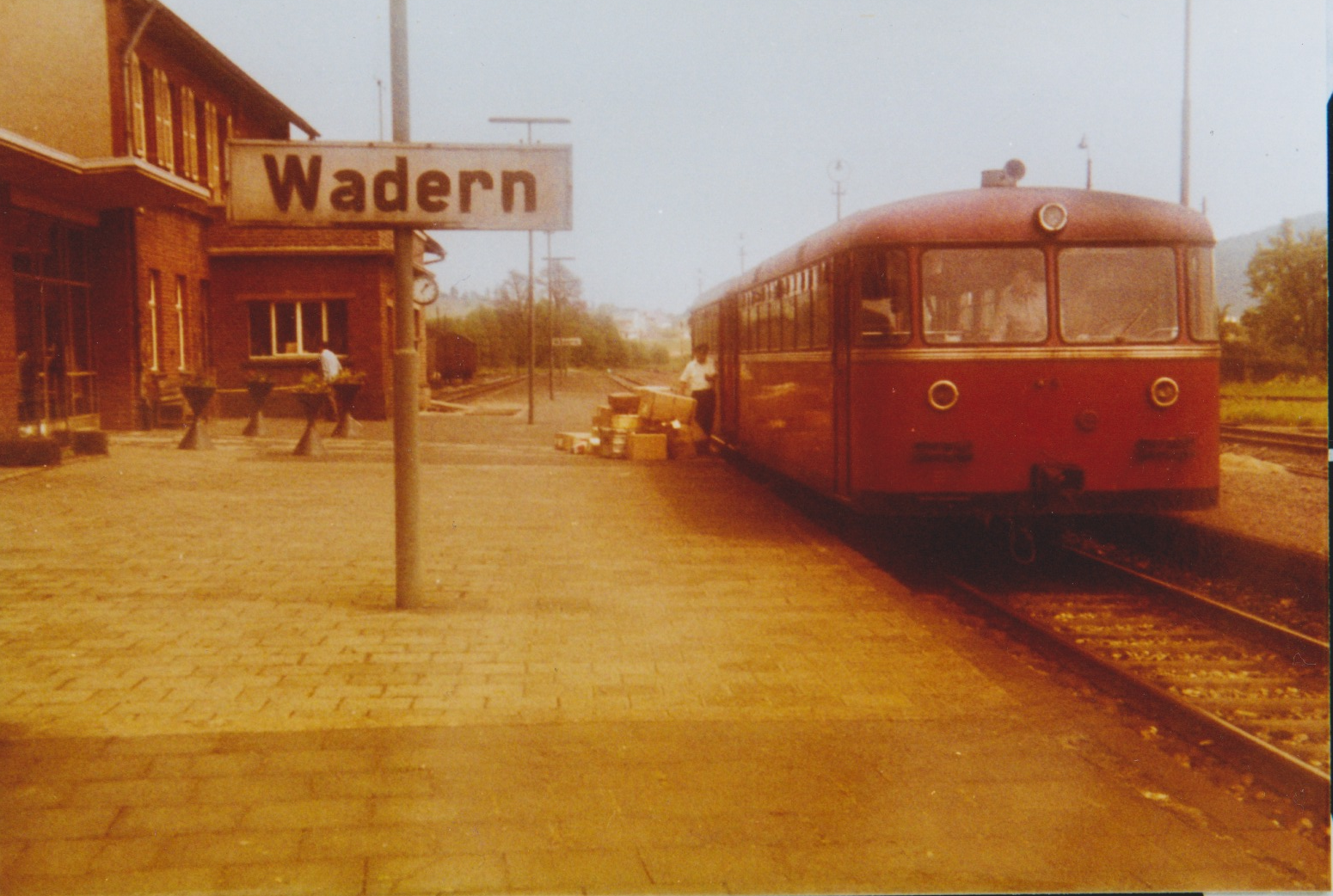
Bahnhof Wadern, 1976

#### Bahnverkehr
Die Stadt Wadern war über den Bahnhof Wadern (im heutigen Stadtteil Dagstuhl) sowie Büschfeld und den Haltepunkt Krettnich, an der Primstalbahn gelegen, sowie den Bahnhof Nunkirchen und den Haltepunkt Münchweiler, an der Bahnstrecke Merzig Süd–Büschfeld gelegen, an das Eisenbahnnetz angeschlossen. Der Startschuss zur Erschließung des heutigen Stadtgebietes wurde am 10. Dezember 1897 mit der Einweihung des Bahnhofs Wadern gegeben. Der Schienenverkehr wurde am 30. Mai 1980 mit der Abfahrt des letzten planmäßigen Zuges eingestellt.

#### Straßenverkehr

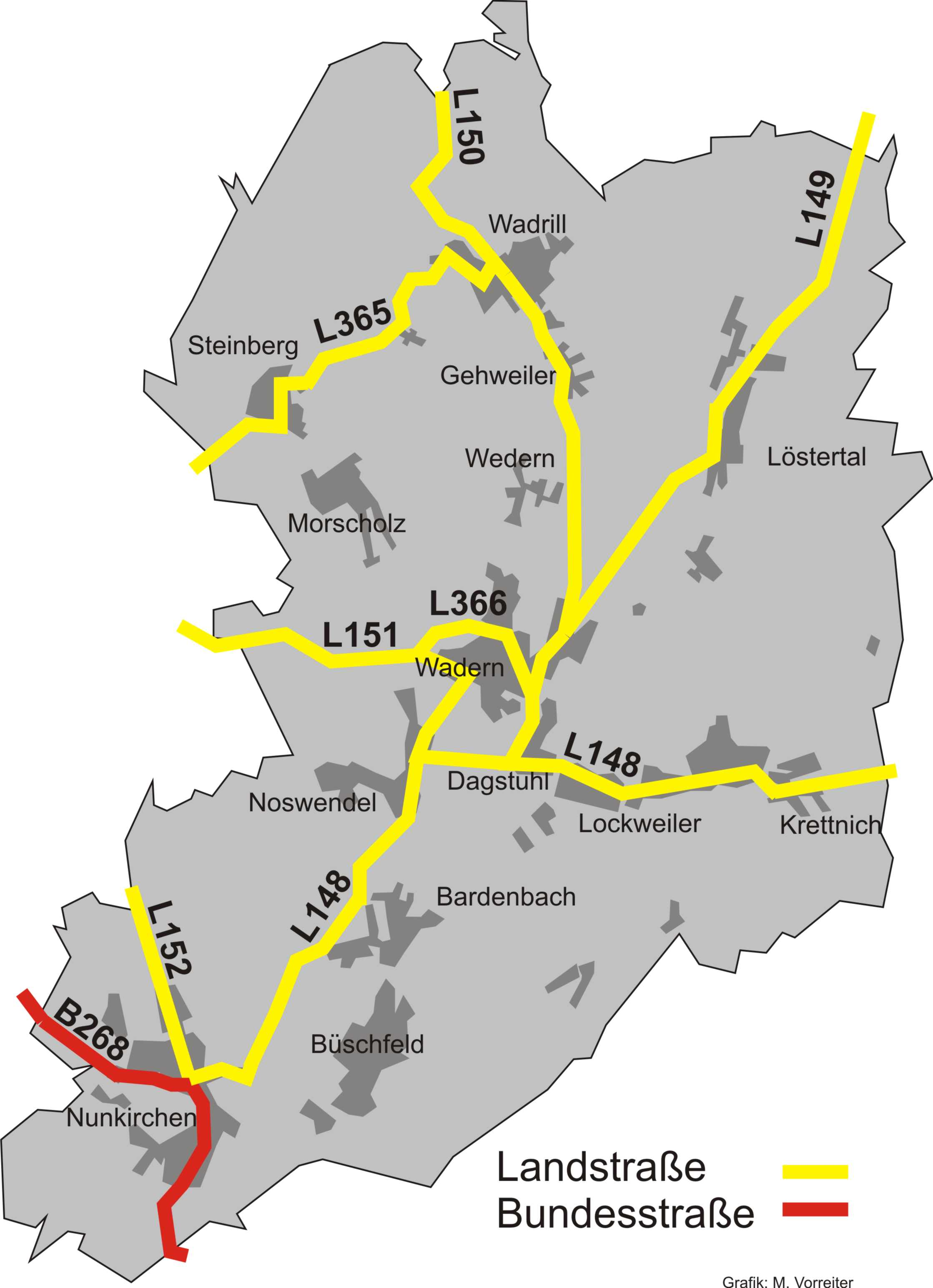
Hauptverkehrsachsen der Stadt Wadern

Die Stadt Wadern hat zwar keinen direkten Autobahnanschluss. Allerdings ist der
Autobahnanschluss Nonnweiler/Braunshausen zur A 1 Stadtteil Wadern nur fünf Kilometer entfernt. Durch das Stadtgebiet verläuft im Stadtteil Nunkirchen ein Teilabschnitt der Bundesstraße 268. Zusammen mit dem System aus Straßen 3. Ordnung bildet sie ein dichtes Straßennetz, das Stadtgebiet vom Kernort Wadern ausgehend konzentrisch erschließt.

#### Öffentlicher Personennahverkehr
Der Zentrale Omnibusbahnhof (ZOB) in Wadern ist die Schnittstelle des Öffentlichen Personennahverkehrs (ÖPNV) in der Stadt Wadern. Aufgrund seiner herausgehobenen Stellung wurde dieser Verkehrsknotenpunkt in das saarländische Fahrgastinformationssystem integriert, sodass die Fahrplanauskünfte am ZOB in Echtzeit übermittelt werden. Der ZOB bildet den Knotenpunkt für drei Bus-Regionallinien, die eine Anbindung an das Schienennetz und an den überregionalen ÖPNV sicherstellen. Dies sind die Linie R1 nach Merzig, die Linie R2 nach St. Wendel und die Linie R3 nach Lebach. Vom ZOB aus wird das Stadtgebiet durch weitere Buslinien erschlossen.
Das Marktbussystem „MaadBus“ in der Stadt Wadern ist auf Initiative des Runden Tisches Wirtschaftsförderung und Stadtmarketing im November 2008 eingeführt worden. Wegen der Subventionierung der Ticketpreise durch die Stadtverwaltung und durch Sponsoren aus der Privatwirtschaft ergibt sich ein einheitlicher Ticketpreis von 1 € pro Fahrt. Die Reduktion des Fahrpreises gilt nur mittwochs und freitags auf festgelegten Verbindungen, die überwiegend bereits bestanden haben. Für den „MaadBus“ wurden keine neuen Linien eingerichtet, sondern die Busse bewegen sich im Rahmen des bestehenden Fahrplanes und auf bestehenden Linien. Neue Verbindungen wurden lediglich für den Ortsteil Altland freitags und für den Stadtteil Löstertal vormittags sowie während der Schulferien eingerichtet. Der benachbarte Ort Thailen in der Gemeinde Weiskirchen wurde in das Konzept einbezogen. Die Subventionierung hat das Ziel, die Anfahrt zum Kernort attraktiver zu machen, vor allem für Personengruppen, die nur bedingt mobil sind. Auf diesem Wege soll die Kaufkraft in Wadern gebunden sowie die Marktfunktion des Kernortes gestärkt werden. Der Name „MaadBus“ leitet sich aus dem Waderner Dialektwort „Maad“ für Markt ab. Der Zentrale Omnibusbahnhof in Wadern ist über die Linie N7 nach St. Wendel in das System der Nachtbusse im Saarland eingebunden. Die Nachtbuslinien bringen Nachtschwärmer in den Nächten von Freitag auf Samstag, von Samstag auf Sonntag und vor gesetzlichen Feiertagen in den frühen Morgenstunden sicher nach Hause.

### Öffentliche Einrichtungen

#### Zentrale Einrichtungen
- Polizeiinspektion Wadern
- Arbeitsamt Saarlouis – Nebenstelle Wadern
- Amtsgericht Wadern: heute Nebenstelle des Amtsgerichtes Merzig
- Landesamt für Karten- und Vermessungswesen: Nebenstelle Wadern
- Notariatsstandort
- Dienststelle des Sozialamtes des Landkreises Merzig-Wadern
- Nebenstelle des Gesundheitsamtes des Landkreises Merzig-Wadern
- Zentraler Omnibusbahnhof in Wadern: Schnittstelle von drei Regionalbuslinien
- Stadthalle Wadern (Herbert-Klein-Halle)
- Hallenbad (Dora-Rau-Bad)
- Freibad
- Haco-Einkaufszentrum (Einzugsgebiet ca. 30.000 Kunden)
- Leibniz-Zentrum für Informatik Schloss Dagstuhl, das seit 2005 in der „Blauen Liste“ der Top-Forschungsinstitute in Deutschland aufgeführt wird
- Weiterführende Schulen: Hochwald-Gymnasium Wadern, Gemeinschaftsschule Wadern, Berufsbildungszentrum Hochwald mit FOS Wirtschaft/Tourismus, Kreissonderschule
- Familienzentrum Hochwald (Sozialraum Wadern/Weiskirchen)
- Jugendclub Wadern

#### Gesundheitswesen
Das Mittelzentrum Wadern bietet in den Bereichen Gesundheit und Soziales eine umfassende Ausstattung. Neben der Rettungswache in Wadern sind in den Ortschaften Wadern, Nunkirchen und Wadrill zahlreiche Hausarztpraxen und die meisten Facharztrichtungen vertreten. Alle gängigen Gesundheitsdienstleistungen ergänzen das medizinische Angebot vor Ort.

#### Soziale Einrichtungen
Im sozialen Bereich stehen Beratungsangebote des Kreissozialamtes, des Kreisjugendamtes, des Familienzentrums Hochwald, der Caritas und der Agentur für Arbeit zur Verfügung. Die Waderner Tafel und das Sozialkaufhaus bieten zusätzliche Versorgungsmöglichkeiten für einkommensschwache Bürger. Das Bündnis für Familie sorgt für die Vernetzung familiennaher und ehrenamtlicher Leistungen.

#### Schulen/Bildung/Weiterbildung
Die Stadt Wadern ist ein Bildungs- und Schulstandort, der für die Region von großer Bedeutung ist. Zirka 3000 Schüler besuchen die Schulen im Stadtgebiet. Zu dem Schulangebot gehören drei Grundschulen, eine Förderschule, eine Gemeinschaftsschule, ein Berufsbildungszentrum und ein Gymnasium. Hinzu kommen neun Kindertageseinrichtungen und Angebote zur Erwachsenenbildung. Alle Schulen bieten im Rahmen der „Freiwilligen Ganztagsschule“ eine ganztägige Betreuung an und verfolgen in einer engen Kooperation untereinander das pädagogische Ziel, die Schüler in ihren Interessen und Begabungen über die Lehrpläne hinaus in vielfältigen Projekten zu fördern. Hierüber hinaus hat das Hochwald-Gymnasium Wadern eine gebundene Ganztagsklasse.

#### Kinderbetreuungseinrichtungen
In der Stadt Wadern gibt es ein vielfältiges Angebot an Kinderbetreuungseinrichtungen. Hierzu zählen insgesamt neun Kindertageseinrichtungen, in denen verschiedene Betreuungsformen angeboten werden. Die Kindertageseinrichtungen „St. Michael“ Lockweiler, „Herz Jesu“ Nunkirchen, „Die Arche“ Wadern und „Theresia“ Wadrill sind in kirchlicher Trägerschaft. Vier weitere Einrichtungen – „Pfiffikus“ Büschfeld, „Haus der kleinen Strolche“ Löstertal, „Rappelkiste“ Morscholz und „Villa Wackelzahn“ Noswendel – sind in städtischer Trägerschaft. Träger der Kinderkrippe „Jim-Knopf-Weltentdecker“ und der Außengruppe „Lummerland“ Dagstuhl ist die Kinder- und Jugendhilfe St. Maria Weiskirchen. Alle Einrichtungen bieten eine Betreuung für Kinder ab drei Jahren an. An den Standorten Büschfeld, Dagstuhl, Lockweiler, Löstertal, Nunkirchen, Wadern und Wadrill wird darüber hinaus eine Betreuung von Kindern ab acht Wochen bis drei Jahre in Form von Kinderkrippen bereitgestellt. Außerdem sind in den Grundschulen Lockweiler, Nunkirchen und Wadrill (Träger „idee.on gGmbH“ Nonnweiler) freiwillige Ganztagsgrundschulen eingerichtet.

#### Grundschulen
Zu dem Angebot, das der Bildungsstandort Wadern bereithält, gehören drei Grundschulen mit fünf Standorten:
- Grundschule St. Martin Wadrill-Steinberg mit den Standorten Wadrill und Steinberg
- Grundschule Nunkirchen
- Grundschule Lockweiler

#### Weiterführende Schulen
Der Bildungsstandort Wadern bietet vier weiterführende Schulen verschiedener Schularten:
Hochwald-Gymnasium Wadern
Das Hochwald-Gymnasium hat sich zum Ziel gesetzt, die Unterrichts- und Lernkultur zu verändern und den Schülern ein Gymnasium anzubieten, das den Anforderungen eines modernen, zeitgemäßen Bildungsauftrags gerecht wird. Zur Umsetzung dieses Vorhabens hat die Schule an einer Reihe schul- und bildungspolitischer Initiativen mitgewirkt, unter anderem am Projekt „Selbstständige Schule“ und am Modellversuch der Bund-Länderkommission mit dem Thema „Die Einbeziehung der neuen Medien in Lehr- und Lernprozesse“. Die Ergebnisse dieses am Hochwald-Gymnasium durchgeführten Modellversuchs fanden bundesweit Resonanz. Die Schulträgerschaft des Hochwald-Gymnasiums obliegt dem Landkreis Merzig-Wadern.
Graf-Anton-Schule
Die Graf-Anton-Schule wird vom Landkreis Merzig-Wadern getragen. Sie hat für ihre fachbezogene und pädagogische Arbeit das „Eigenverantwortliche Lernen“ als einen zentralen Schwerpunkt gesetzt. Mit Hilfe dieses pädagogischen Ansatzes sollen die Schüler ihre Bildungskompetenzen weiterentwickeln. Darüber hinaus unterstützt die Schule die Lernenden im Hinblick auf eine individuell abgestimmte Weichenstellung für den weiteren beruflichen Werdegang nach Abschluss der Gemeinschaftsschule.
Förderschule Lernen
Die Förderschule Lernen befindet sich in der Trägerschaft des Landkreises Merzig-Wadern. Sie bietet Schülern mit besonderen Bedürfnissen hinsichtlich ihrer Lernfähigkeit die Möglichkeit der individuellen Betreuung. Neben der Diagnose steht hier besonders die Förderung des einzelnen Schülers im Mittelpunkt.
Berufsbildungszentrum Hochwald
Das Berufsbildungszentrum Hochwald besitzt jeweils eine technisch-gewerbliche, eine kaufmännische und eine sozialpflegerische Abteilung, ferner eine Fachoberschule in den Bereichen Wirtschaft und Tourismus. Es verfügt sowohl über einen Vollzeit- als auch über einen Teilzeitbereich im Rahmen der dualen Berufsausbildung. Ein besonderes Merkmal der Schule ist die kooperative Verzahnung zwischen schulischer und betrieblicher Ausbildung, durch die sichergestellt wird, dass die jungen Menschen in Wadern und in der Hochwaldregion eine fundierte Berufsausbildung erhalten.
Kooperationen der verschiedenen Schulformen
Zur Stärkung des Standortes wurde im Jahre 2004 unter der Federführung der Stadt Wadern eine Schul- und Bildungsallianz gegründet mit dem Ziel, die vorhandenen Bildungseinrichtungen einschließlich der beruflichen Ausbildungsstätten in einer Weise miteinander zu vernetzen, dass Synergieeffekte entstehen. Darüber hinaus organisiert die Schul- und Bildungsallianz Vortragsveranstaltungen und Workshops, in denen Schule, Bildung und Ausbildung thematisiert werden. Ein Resultat der Schul- und Bildungsallianz ist die institutionalisierte Zusammenarbeit der drei weiterführenden Schulen in Wadern. Das Berufsbildungszentrum Hochwald, die Graf-Anton-Schule und das Hochwald-Gymnasium vereinbarten im Jahre 2014 mit ausdrücklicher Unterstützung durch das saarländische Bildungsministerium eine schulformübergreifende Kooperation. Danach können Schüler der Graf-Anton-Schule (Gemeinschaftsschule) mit Hilfe personeller und räumlicher Unterstützung durch das Hochwald-Gymnasium die Allgemeine Hochschulreife erwerben. Ergänzt wird die Kooperation durch die Aufnahme der Fächer Wirtschaft und Technik am Hochwald-Gymnasium. Diese Fächer werden dann von Lehrern des Berufsbildungszentrums unterrichtet.

#### Erwachsenenbildung
Die Volkshochschule (VHS) im Landkreis Merzig-Wadern ist als Bildungsträger für die allgemeine Weiterbildung seit 1971 staatlich anerkannt. Gegründet 1957 für die Stadt Merzig, erfolgte 1967 und 1968 eine Ausdehnung auf das gesamte Kreisgebiet Merzig-Wadern mit der Einrichtung örtlicher Volkshochschulen, so auch im Stadtteil Wadern. Der Standort Wadern wurde zwischenzeitlich zurückgebaut.
Die allgemeine und politische Erwachsenenbildung mit Vorträgen, Kursen, Seminaren und Studienreisen ist der Ursprung der Tätigkeit der Christlichen Erwachsenenbildung e. V. / CEB Fortbildungswerk gemeinnützige Gesellschaft mbH (CEB-Akademie). Weitere konstante Tätigkeitsfelder der CEB in Wadern sind spezielle Angebote für Jugendliche und Senioren sowie Kunst- und Kulturveranstaltungen.

#### Weitere Bildungs- und Forschungseinrichtungen

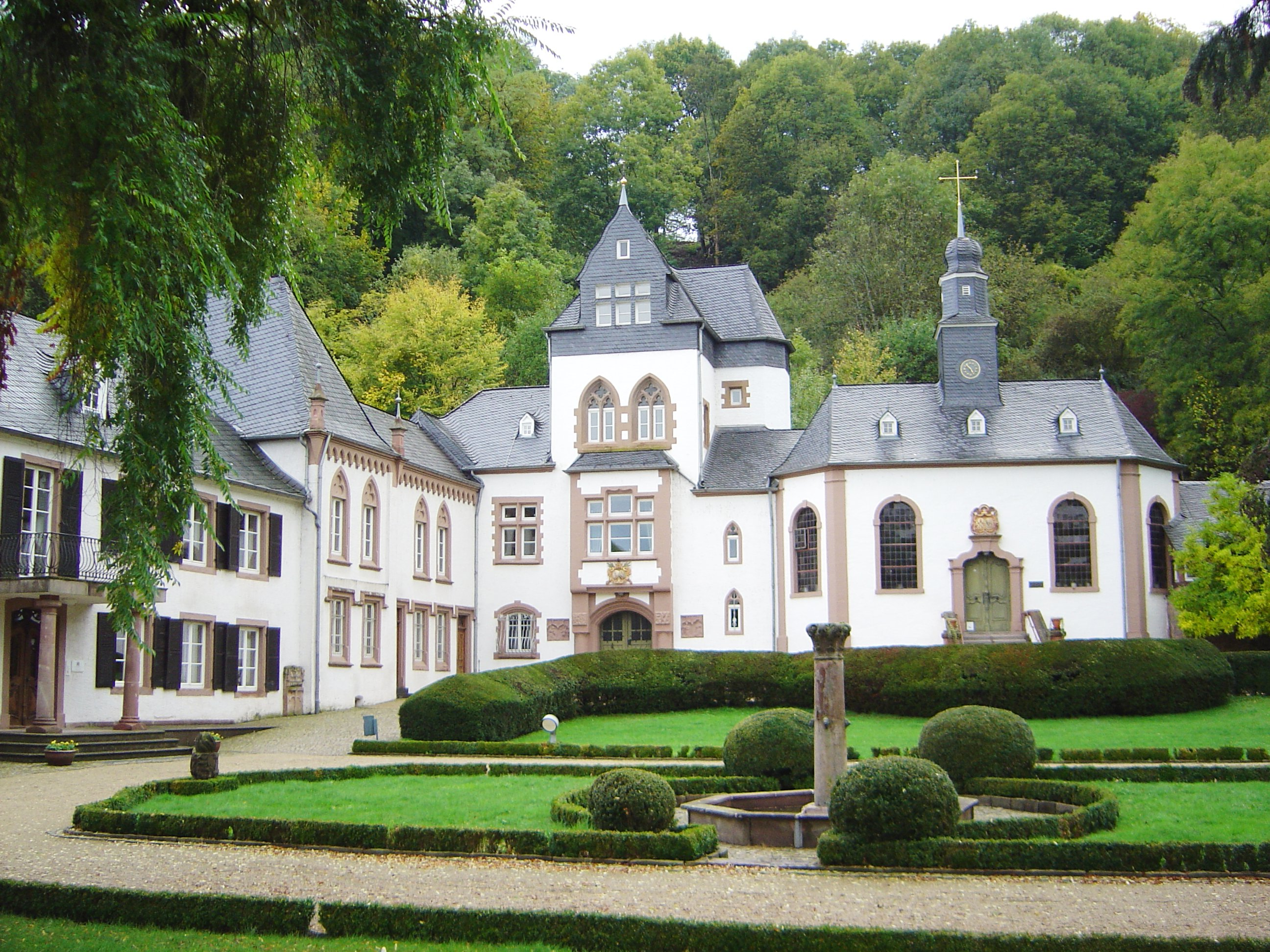
Schloss Dagstuhl mit Schlosspark

Das Leibniz-Zentrum für Informatik (LZI) wurde 1989 gegründet. Bis April 2008 lautete der Name des Zentrums: Internationales Begegnungs- und Forschungszentrum für Informatik (IBFI). Das LZI ist Mitglied der Leibniz-Gemeinschaft und wird hauptsächlich durch Bund und Länder grundfinanziert. Das LZI befindet sich im Schloss Dagstuhl und in modernen Anbauten, die im Stadtteil Dagstuhl gelegen sind.

## Persönlichkeiten

### Ehrenbürger
- Schwester Adelsindis (1902–1993) wurde das Ehrenbürgerrecht am 25. Oktober 1987 verliehen. Als Schwester im Orden der Franziskanerinnen hat sie sich besonders um das St. Elisabeth Krankenhaus verdient gemacht. Die Auszeichnung wurde Katharina Leonhards, so der bürgerliche Name von Schwester Adelsindis, stellvertretend für alle Ordensschwestern verliehen, die am Waderner Krankenhaus tätig waren.[32]
- Franz Haas (1914–2007) wurde das Ehrenbürgerrecht am 1. Mai 1996 verliehen. Die Bedeutung des von Franz Haas geschaffenen Unternehmens und sein Engagement für die Stadt waren ausschlaggebend für die Auszeichnung.[33]

Im Juni 2009 wurden zwei Straßen in der Stadt Wadern nach ihren Ehrenbürgern umbenannt: der Esperantoweg in Schwester-Adelsindis-Weg und der Nordring in Franz-Haas-Straße.

### In der Stadt Wadern geboren
- Nikolaus München (1794–1881), Kölner Dompropst
- Peter Imandt (1823–1897), geboren in Noswendel, Vertreter der deutschen Arbeiterbewegung im 19. Jahrhundert
- Hermann Ludwig (1858–1931), Bürgermeister von Neunkirchen (Saar)
- Nikolaus Demmer (1892–1954), Pfarrer und Widerstandskämpfer gegen den Nationalsozialismus
- Josef Wagner (1897–1943), Widerstandskämpfer gegen den Nationalsozialismus
- Heinrich Graach (1900–1945), Widerstandskämpfer gegen den Nationalsozialismus
- Peter Kasper (1907–1939), geboren in Krettnich, Widerstandskämpfer gegen den Nationalsozialismus
- Alfons Thome (1915–2006), geboren in Oberlöstern, Religionspädagoge
- Helmut Heinz (1921–2000), Generalleutnant der Bundeswehr
- Josef Schmitt (1921–1996), geboren in Lockweiler, Politiker (CDU), Landtagspräsident des Saarländischen Landtages, MdB
- Hermann Seimetz (1938–2022), geboren in Kostenbach, Politiker (CDU), Mitglied des Landtages von Baden-Württemberg
- Eric Klemm (* 1939), Fotokünstler
- Hans-Werner Müller (* 1942), geboren in Nunkirchen, Politiker (CDU), Generalsekretär der UEAPME
- Marga Ingeborg Thome, (* 1942), geboren in Oberlöstern, erste Lehrstuhlinhaberin der Pflegewissenschaft an der Pflegewissenschaftlichen Fachabteilung der Medizinischen Fakultät der Universität Island 1977 und erste Dekanin der Pflegewissenschaftlichen Fakultät derselben Hochschule von 2000 bis 2003
- Heiner Ludwig (* 1942), geboren in Wadrill, katholischer Theologe
- Wilfried Loth (* 1948), Historiker und Politikwissenschaftler
- Walter Wolter (* 1950 in Nunkirchen), Schriftsteller
- Klaus Borger (* 1958 in Wadrill), Politiker (Bündnis 90/Die Grünen)
- Ulrich Schnur (* 1959), Politiker (CDU), Mitglied des Saarländischen Landtages
- Laura Méritt (* 1960), Kommunikationswissenschaftlerin
- Bernd Simon (* 1960), Sozialpsychologe und Hochschullehrer
- Karin Welge geb. Glauben (* 1962), Politikerin, Oberbürgermeisterin Stadt Gelsenkirchen
- Michael Friedrich (* 1966), Gynäkologe
- Anne Spang (* 1967), Biochemikerin
- Christiane Rohleder (* 1969), Juristin und Staatssekretärin
- Frank Finkler (* 1970), Politiker (CDU), Direktor des Landesrechnungshofs des Saarlandes
- Magnus Jung (* 1971), Politiker (SPD), Mitglied des Saarländischen Landtags und Minister für Arbeit, Soziales, Frauen und Gesundheit des Saarlandes
- Martin Berger (* 1972), Musiker, Musikpädagoge und Hochschullehrer
- Volker Barth (1974–2021), Historiker
- Anke Rehlinger (* 1976), Politikerin, seit 2022 Ministerpräsidentin des Saarlandes (SPD)
- Stefan Altmeyer (* 1976), katholischer Theologe
- Aurelio Agliata (* 1978), Filmregisseur, Drehbuchautor und Produzent
- Tom Becker (* 1979), Radiomoderator
- Dino Toppmöller (* 1980), Fußballspieler und -trainer
- Philipp Wollscheid (* 1989), Fußballspieler
- Steven Zellner (* 1991), Fußballspieler
- Julia Hero (* 1992), Volleyballspielerin
- Tina Gadziała (* 1992), Fußballspielerin
- Jonas Reiter (* 1996), Politiker (CDU), Abgeordneter des Saarländischen Landtags

### Mit der Stadt Wadern verbunden
- Octavie de Lasalle (1811–1890) genauer: Octavie Elisabeth Maria de Lasalle von Louisenthal, Gründerin des Elisabeth-Vereins, der sich nach dem Vorbild der Heiligen Elisabeth von Thüringen um notleidende Menschen kümmert und heute noch besteht, starb in Dagstuhl. Ab 1863 schuf Octavie eine Reihe von Kreuzwegen.
- Hans Kasper (1939–2023), ehemaliger Landtagspräsident und Finanzminister des Saarlandes, lebt seit 1947 im Waderner Stadtteil Büschfeld. Kasper war etliche Jahre in Wadern auch kommunalpolitisch tätig
- Josef Schmitt (1921–1996), Politiker, Mitbegründer des CDU-Kreisverbands Wadern, starb in Wadern
- Hermann Wedekind (1910–1998), Heldentenor, Schauspieler, Regisseur und Theaterintendant, lebte in Kirf-Beuren[34] und starb in Wadern
- Otto Klinkhammer (* 1928), ehemaliger Chefredakteur und Programmdirektor des Saarländischen Rundfunks
- Heinz G. Schwärtzel (* 1936), Mathematiker und Informatiker: Auf seine Initiative hin wurde das Leibniz-Zentrum für Informatik (LZI) seinerzeit unter dem Namen Internationales Begegnungs- und Forschungszentrum für Informatik (IBFI) im Schloss Dagstuhl eingerichtet
- Peter Kuttler (* 1964), Radio- und Fernsehmoderator (WDR 4, Deutsche Welle, WDR Fernsehen)